# الأقصر
الأُقصُر تلقب بمدينة المائة باب أو مدينة الشمس، عُرفت سابقاً باسم طيبة، هي عاصمة مصر في العصر الفرعوني، تقع على ضفاف نهر النيل الذي يقسمها إلى شطرين البر الشرقي والبر الغربي، وهي عاصمة محافظة الأقصر جنوب مصر، تقع بين خطي عرض 25-26 شمالاً، 32-33 شرقاً، وتبعد عن العاصمة المصرية القاهرة حوالي 670 كم، وعن شمال مدينة أسوان بحوالي 220 كم، وجنوب مدينة قنا حوالي 56 كم، وعن جنوب غرب مدينة الغردقة بحوالي 280 كم، يحدها من جهة الشمال مركز قوص ومحافظة قنا، ومن الجنوب مركز إدفو ومحافظة أسوان، ومن جهة الشرق محافظة البحر الأحمر، ومن الغرب مركز أرمنت ومحافظة الوادي الجديد، أقرب الموانئ البحرية للمدينة هو ميناء سفاجا، وأقرب المطارات إليها هو مطار الأقصر الدولي.
تبلغ مساحة الأقصر حوالي 416 كم²، والمساحة المأهولة بالسكان هي 208 كم²، ويبلغ عدد سكانها ما يقارب 289,618 نسمة بحسب تقديرات عام 2024، تقسم مدينة الأقصر إدارياً إلى خمسة شياخات هي شرعية العوامية، الكرنك القديم، الكرنك الجديد، القرنة، منشأة العماري، وستة مدن وقرى تابعة لها هي: البياضية، العديسات بحري، العديسات قبلي، الطود، البغدادي، الحبيل.

## المعالم والتأسيس
تضم المدينة العديد من المعالم الأثرية الفرعونية القديمة مقسمة على البرّين الشرقي والغربي للمدينة، يضم البر الشرقي: معبد الأقصر، معبد الكرنك، وطريق الكباش الرابط بين المعبدين، ومتحف الأقصر، أما البر الغربي فيضم: وادي الملوك، معبد الدير البحري، وادي الملكات، دير المدينة، ومعبد الرامسيوم، وتمثالي ممنون.
يرجع تأسيس مدينة طيبة إلى عصر الأسرة الرابعة حوالي عام 257 ق.م، وحتى عصر الدولة الوسطى لم تكن طيبة أكثر من مجرد مجموعة من الأكواخ البسيطة المتجاورة، ورغم ذلك كانت تستخدم كمقبرة لدفن الأموات، فقد كان يدفن فيها حكام الأقاليمِ منذ عصر الدولة القديمة وما بعدها، ثم أصبحت مدينة طيبة في وقت لاحق عاصمة لمصر في عصر الأسرة المصرية الحادية عشر على يد الفرعون منتوحتب الأول والذي نجح في توحيد البلاد مرة أخرى بعد حالة الفوضى التي احلت بمصر في عصر الاضمحلال الأول، وظلت مدينة طيبة عاصمة للدولة المصرية حتى سقوط حكم الفراعنة والأسرة الحادية والثلاثون على يد الفرس 332 ق.م.

## التسمية
عُرفت الأقصر عبر العصور المختلفة بالعديد من الأسماء، ففي بدايتها كانت تسمى مدينة «وايست»، ثم أطلق عليها الرومان بعد ذلك اسم «طيبة»، وأطلق عليها كذلك مدينة "المائة باب"، كما وصفها الشاعر الإغريقي هوميروس في الإلياذة، وسُميت كذلك باسم «مدينة الشمس»، «مدينة النور»، و«مدينة الصولجان»، وبعد الفتح الإسلامي لمصر، أطلق عليها العرب هذا اسم «الأقصر» وهو جمع الجمع لكلمة قصر حيث أن المدينة كانت تحتوي على الكثير من قصور الفراعنة. يرجع تأسيس مدينة طيبة إلى عصر الأسرة الرابعة حوالي عام 257 ق.م.

## التاريخ

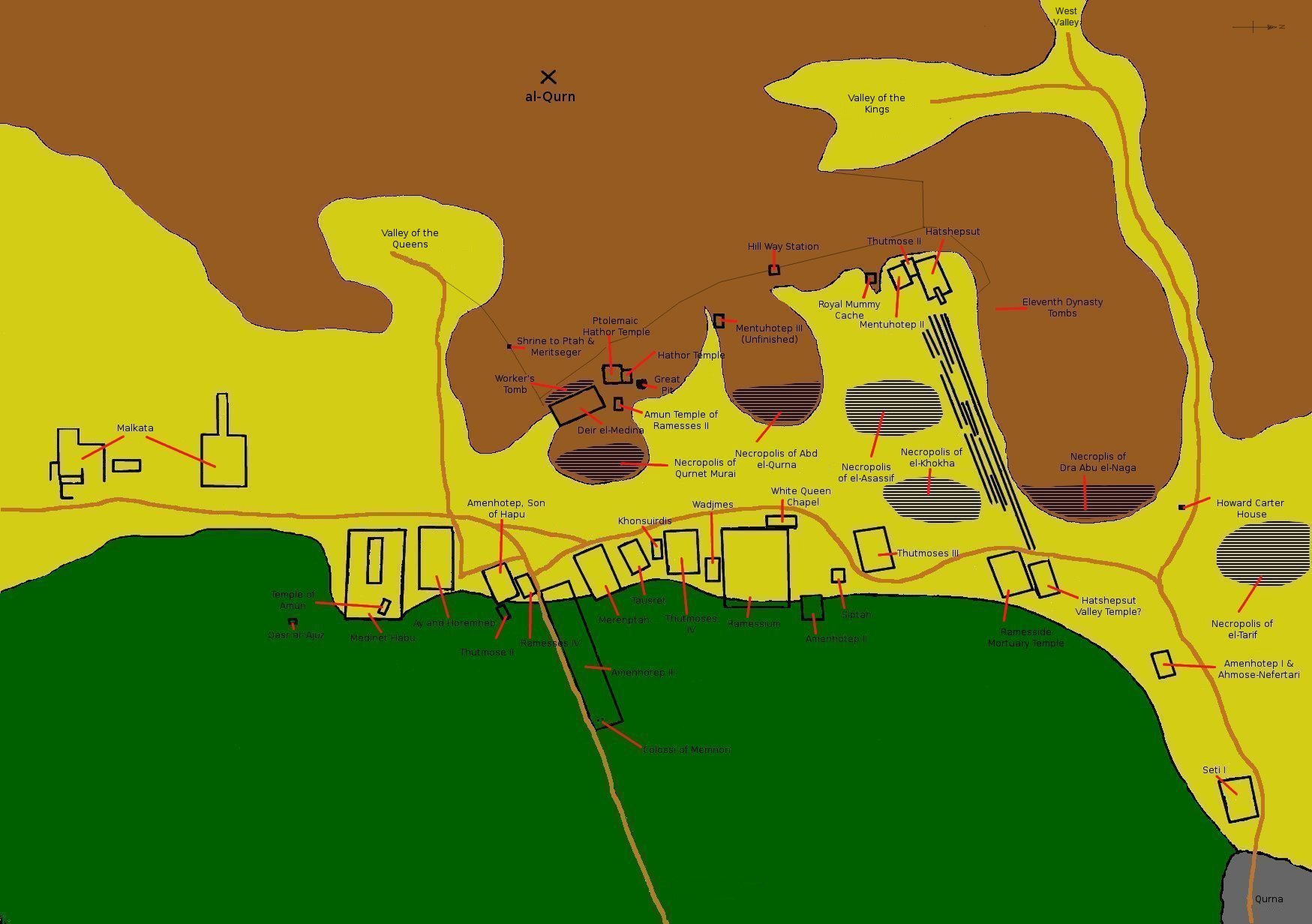

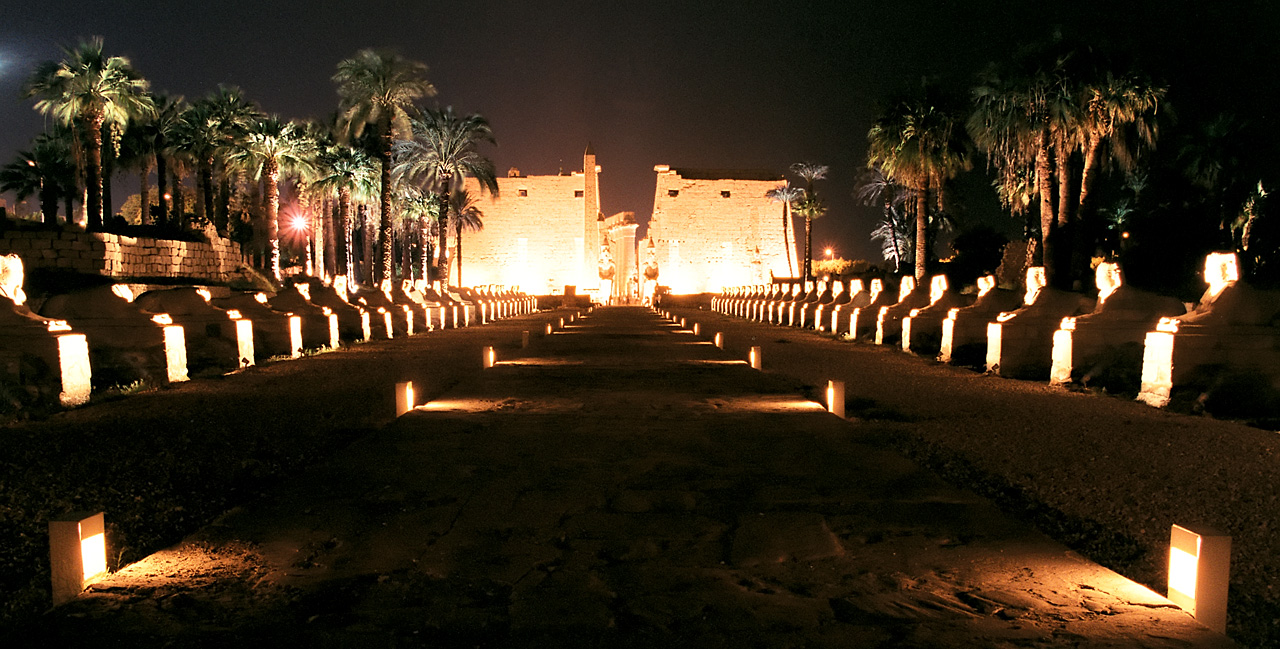
معبد الكرنك.

طيبة هي مدينة متحفية فرعونية قديمة بمصر العليا، وإحدى عواصم مصر القديمة إبان المملكتين الوسطى والحديثة أيام قدماء المصريين.
كانت طيبة (الأقصر اليوم) مركز عبادة رع واهتم أغلب فراعنة مصر وعلى الأخص خلال الدولة الحديثة ببناء المعابد فيها لمختلف آلهة قدماء المصريين وأهمها الإله أمون رع.
توجد طيبة على الضفة الشرقية من النيل وبنيت عليها العاصمة والمعابد وقصور الفراعنة وكان لها عمدة على مر العصور. كانت تعتبر المعابد خالدة لذلك فكانت تبنى من الأحجار الثقيلة، ومنها ما كان يسمى بيت المليون سنة وبنيت أيضا من الأحجار، أما قصور الفراعنة وبيوت السكان فكانت تبنى من الطوب اللبن، باعتبارها ليست للأبدية. لهذا لم يبقَ من قصور الفراعنة شيئا يذكر في حين بقيت المعابد.
اعتبر المصريون القدماء طيبة والشاطئ الشرقي من النيل دار الحياة ففيها يسكنون ويعيشون ويذهبون للتعبد في المعابد المجاورة لهم. واعتبروا الغرب دار الممات فكانوا يبنون فيها قبورهم. لذلك نجد وادي الملوك في غرب طيبة، ومعه عدد قليل من المعابد. أما المعابد الكبيرة ومن ضمنها الكرنك فكانت في مدينة الأحياء على الضفة الشرقية للنيل.
يوجد في العاصمة طيبة حوالي 14 من أهم المعابد المصرية ويطلق حاليا عليها الأقصر. ومن أشهر آثارها على الضفة الشرقية للنيل بهو الأعمدة بالكرنك الذي شهد تعديلات كثيرة عبر القرون قام بها فراعنة كثيرون مثل: حتشبسوت وتحتمس الثالث ورمسيس الثاني وغيرهم، كما يوجد بجواره معبد الأقصر الذي بناه رمسيس الثاني. تقع بوابة معبد الكرنك الرئيسية في نهاية شماله، وأمامها كانت توجد مسلتان أخذت إحداها لباريس بفرنسا عام 1836م، وهي تزين ميدان «كونكورد» فيها. وفي نهاية شمال المدينة تنتشر مجموعة معابد الكرنك وقد بنيت علي مدى 1500 سنة، لتصبح أكبر منشأة دينية في العالم. تشتهر ببهو الأعمدة الكبيرة التي يبلغ عددها 134 عمودا. وبها بحيرة اصطناعية من عهد الفراعنة.
وبين معبدي الأقصر والكرنك يوجد طريق الكباش ومعابد أخرى. وعلى الضفة الغربية للنيل كانت أرض الأموات حيث توجد المعابد الجنائزية ومئات المقابر، ومن أكبر وأشهر هذه المعابد الجنائزية معبد الرامسيوم لرمسيس الثاني ويرجع تاريخه إلى الأسرة 19 وبأنقاضه يوجد تمثال ضخم. كما يوجد على الضفة الغربية وادي الملوك ووادي الملكات ودير المدينة وهي مدينة العمال الذين كانوا يقومون ببناء مقابر الفراعنة بالقرب منهم.
ويوجد المعبد الجنائزي للملكة حتشبسوت (معبد حتشبسوت) من الأسرة 18 في الدير البحري غرب النيل، وهو تحفة فنية معمارية. وقد شيد خلال أوائل القرن 15 ق.م في مكان متدرج فوق منحدر شاهق. وأشهر الآثار في الضفة الغربية وادي الملوك حيث عثر به على مقبرة الملك توت عنخ آمون، وبه مقابر تحتمس الثالث ورمسيس الثالث والرابع والخامس وسيتي الأول، ومقبرة الملك حور أم حب وجدرانها مصورة بالنقش البارز.

## المناخ
يتميز مناخ الأقصر بمستويات هطول أمطار أقل من معظم الأماكن الأخرى في الصحراء الكبرى، حيث يقل متوسط هطول الأمطار السنوي عن 1 مم (0.04 بوصة). تعد المدينة الصحراوية واحدة من أكثر المدن جفافًا في العالم، ولا تهطل الأمطار كل عام. الهواء في الأقصر أكثر رطوبة من أسوان ولكنه لا يزال جافًا للغاية. يبلغ متوسط الرطوبة النسبية 39.9٪، مع متوسط أقصى يبلغ 57٪ خلال فصل الشتاء ومتوسط أدنى يبلغ 27٪ خلال فصل الصيف.
مناخ الأقصر صافٍ للغاية ومشرق ومشمس على مدار العام، في جميع الفصول، مع تباين موسمي منخفض، مع حوالي 4000 ساعة من سطوع الشمس سنويًا، وهو قريب جدًا من الحد الأقصى النظري لمدة سطوع الشمس.
بالإضافة إلى ذلك، فإن الأقصر والمنيا وسوهاج وقنا وأسيوط لديها أكبر فرق في درجات الحرارة بين النهار والليل من أي مدينة في مصر، مع فارق يبلغ حوالي 16 درجة مئوية (29 درجة فهرنهايت).
تم تسجيل أعلى درجة حرارة في 15 مايو 1991، حيث بلغت 50 درجة مئوية (122 درجة فهرنهايت)، وأبرد درجة حرارة في 6 فبراير 1989، حيث بلغت -1 درجة مئوية (30 درجة فهرنهايت).
| البيانات المناخية لـالأقصر (1991–2020) | البيانات المناخية لـالأقصر (1991–2020) | البيانات المناخية لـالأقصر (1991–2020) | البيانات المناخية لـالأقصر (1991–2020) | البيانات المناخية لـالأقصر (1991–2020) | البيانات المناخية لـالأقصر (1991–2020) | البيانات المناخية لـالأقصر (1991–2020) | البيانات المناخية لـالأقصر (1991–2020) | البيانات المناخية لـالأقصر (1991–2020) | البيانات المناخية لـالأقصر (1991–2020) | البيانات المناخية لـالأقصر (1991–2020) | البيانات المناخية لـالأقصر (1991–2020) | البيانات المناخية لـالأقصر (1991–2020) | البيانات المناخية لـالأقصر (1991–2020) |
| الشهر                                  | يناير                                  | فبراير                                 | مارس                                   | أبريل                                  | مايو                                   | يونيو                                  | يوليو                                  | أغسطس                                  | سبتمبر                                 | أكتوبر                                 | نوفمبر                                 | ديسمبر                                 | المعدل السنوي                          |
| -------------------------------------- | -------------------------------------- | -------------------------------------- | -------------------------------------- | -------------------------------------- | -------------------------------------- | -------------------------------------- | -------------------------------------- | -------------------------------------- | -------------------------------------- | -------------------------------------- | -------------------------------------- | -------------------------------------- | -------------------------------------- |
| الدرجة القصوى °م (°ف)                  | 32.9 (91.2)                            | 38.5 (101.3)                           | 42.2 (108.0)                           | 46.2 (115.2)                           | 50.0 (122.0)                           | 48.5 (119.3)                           | 47.8 (118.0)                           | 47.0 (116.6)                           | 46.0 (114.8)                           | 43.0 (109.4)                           | 38.2 (100.8)                           | 34.8 (94.6)                            | 50.0 (122.0)                           |
| متوسط درجة الحرارة الكبرى °م (°ف)      | 22.8 (73.0)                            | 25.3 (77.5)                            | 29.7 (85.5)                            | 35.0 (95.0)                            | 39.1 (102.4)                           | 41.2 (106.2)                           | 41.4 (106.5)                           | 41.2 (106.2)                           | 39.3 (102.7)                           | 35.5 (95.9)                            | 29.1 (84.4)                            | 24.2 (75.6)                            | 33.6 (92.5)                            |
| المتوسط اليومي °م (°ف)                 | 14.7 (58.5)                            | 17.1 (62.8)                            | 21.3 (70.3)                            | 27.5 (81.5)                            | 31.0 (87.8)                            | 33.3 (91.9)                            | 33.9 (93.0)                            | 33.6 (92.5)                            | 31.3 (88.3)                            | 27.4 (81.3)                            | 21.0 (69.8)                            | 16.1 (61.0)                            | 25.6 (78.1)                            |
| متوسط درجة الحرارة الصغرى °م (°ف)      | 7.1 (44.8)                             | 8.9 (48.0)                             | 12.8 (55.0)                            | 17.5 (63.5)                            | 22.1 (71.8)                            | 25.0 (77.0)                            | 25.7 (78.3)                            | 25.6 (78.1)                            | 23.3 (73.9)                            | 19.6 (67.3)                            | 13.4 (56.1)                            | 8.6 (47.5)                             | 17.4 (63.3)                            |
| أدنى درجة حرارة °م (°ف)                | −0.3 (31.5)                            | −1.0 (30.2)                            | 0.0 (32.0)                             | 6.5 (43.7)                             | 12.5 (54.5)                            | 16.0 (60.8)                            | 19.2 (66.6)                            | 19.2 (66.6)                            | 15.8 (60.4)                            | 9.8 (49.6)                             | 3.7 (38.7)                             | 0.7 (33.3)                             | −1.0 (30.2)                            |
| الهطول مم (إنش)                        | 2.8 (0.11)                             | 0.4 (0.02)                             | 1.7 (0.07)                             | 0.3 (0.01)                             | 0.8 (0.03)                             | 0.0 (0.0)                              | 0.0 (0.0)                              | 0.1 (0.00)                             | 0.5 (0.02)                             | 1.1 (0.04)                             | 0.5 (0.02)                             | 0.0 (0.0)                              | 8.3 (0.33)                             |
| متوسط أيام هطول الأمطار (≥ 1 mm)       | 0.3                                    | 0.4                                    | 0.3                                    | 0.1                                    | 0.3                                    | 0.0                                    | 0.0                                    | 0.0                                    | 0.1                                    | 0.3                                    | 0.1                                    | 1.0                                    | 1.9                                    |
| متوسط الرطوبة النسبية (%)              | 55                                     | 47                                     | 39                                     | 31                                     | 29                                     | 27                                     | 30                                     | 33                                     | 37                                     | 43                                     | 51                                     | 57                                     | 39.9                                   |
| المصدر: NOAA (الرطوبة 1961–1990)       |                                        |                                        |                                        |                                        |                                        |                                        |                                        |                                        |                                        |                                        |                                        |                                        |                                        |

## المعالم الطبيعية والسياحية

### البر الشرقي
- معبد الأقصر
- مطار الأقصر الدولي
- معبد الكرنك
- متحف الأقصر
- متحف التحنيط

### البر الغربي
- وادي الملوك
- وادي الملكات
- معبد مدينة هابو (معبد تذكاري للملك رمسيس الثالث)
- معبد الرامسيوم (معبد تذكاري للملك رمسيس الثاني)
- دير المدينة (مقر عائلات العمال والحرفيين خلال عهد المملكة المصرية الحديثة)
- مقابر النبلاء
- الدير البحري (المعبد الجنائزي لحتشبسوت، ومعابد اخرى.)
- الملقطة، (بقايا قصر أمنحتب الثالث)
- تمثالا ممنون (كل ما تبقى من المعبد التذكاري للفرعون امنحتب الثالث)

## الاقتصاد
تعتمد مدينة الأقصر بشكل رئيسي في اقتصادها على قطاع السياحة، إلى جانب أن عدداً كبيراً من سكانها يعملون في الزراعة، خصوصاً في زراعة قصب السكر. كما توجد في المدينة العديد من مجالات الاستثمار الصناعي والحرفي، ومن أبرز الصناعات التي يتميز بها السكان الغزل، والخزف، والفخار، بالإضافة إلى الأثاث الخشبي والمعدني.
تعرض الاقتصاد في الأقصر لانتكاسة كبيرة في عام 1997 بعد الهجوم الذي أسفر عن مقتل 64 شخصاً، منهم 59 سائحاً، مما أدى إلى انخفاض حاد في أعداد السياح الوافدين إليها على مدار سنوات. وبعد ثورة 25 يناير 2011، تراجعت أعداد السياح بشكل ملحوظ في جميع أنحاء مصر.
يستقبل مطار الأقصر الدولي نحو مليون سائح سنوياً، كما توفر المدينة وسائل مواصلات متنوعة مثل سيارات الأجرة، القطارات، والنقل النهري عبر المراكب الكبيرة التي تنقل السكان والسياح بين ضفتي النيل. وبسبب قلة الموارد، يلجأ العديد من سكان الأقصر لزراعة الخضروات في منازلهم، كما يقومون بتربية الدواجن والطيور والماشية مثل الماعز.

## البنية التحتية

### الصحة
- يوجد مستشفى الأقصر الدولي ومستشفى الأقصر العام ومستشفى البياضية المركزي والقرنة المركزي وأرمنت المركزي والعديد من المستشفيات الخاصة.

### الحدائق
- المدينة النوبية.

### الفنادق
- يوجد الكثير من الفنادق العائمة وفرع لفندقي هيلتون وشيراتون وفندق حبيبه وفندق المريدين وفندق ميركير وفندق إيزيس وفندق سونستا وفندق الونتر بالاس وفندق أبيروتال الأقصر وفندق شتايجن برجر.

### الرياضة
- نادي التجديف للرياضات المائية نادي المدينة الرياضي ونادي الأقصر الرياضي وبها العديد من الملاعب الرياضية ومراكز الشباب مثل: ملعب المدينة المنورة وملعب نادي الشعب ويمثل المحافظة نادي خاص بها ومستقل.

### النقل والمواصلات

#### النقل الجوي

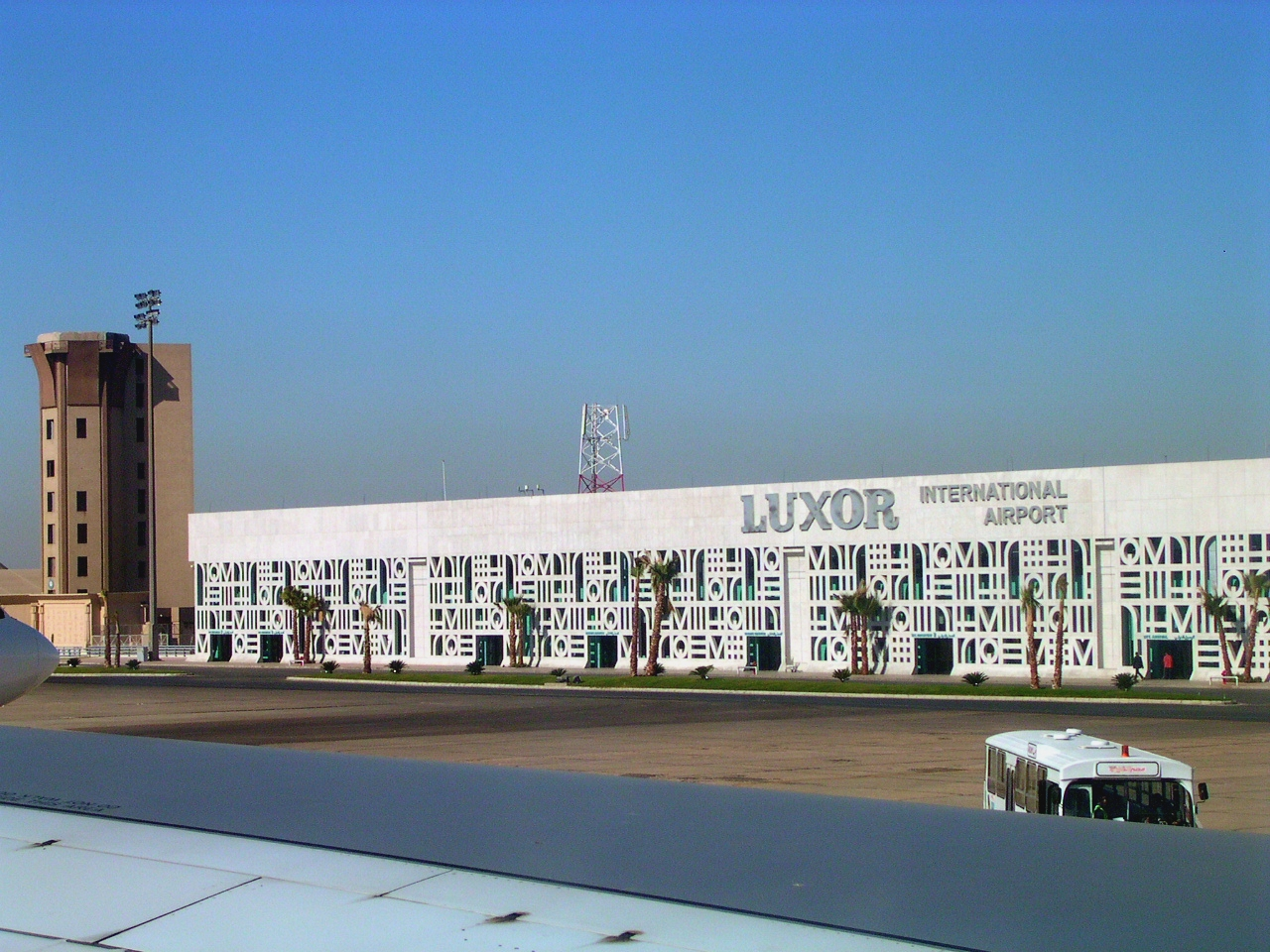
مطار الأقصر الدولي

يخدم مدينة الأقصر مطار الأقصر الدولي، يقع على بعد 6 كم شرق المدينة ويتسع لاستقبال السائحين من مختلف بقاع العالم بأعداد كبيرة (نحو مليون سائح سنويًا). يجري بالمطار عمليات تطوير مستمرة تتناسب مع موقعه الهام والمميز.
بدأت أعمال تطوير مطار الأقصر القديم في عام 1984 وافتتحت في عام 2005 بتكلفة 450 مليون جنيه فارتفعت الطاقة الاستيعابية للمطار من 800 راكب في الساعة إلى 4000 راكب في الساعة بإجمالي 7.5 مليون راكب سنوياً، ومن 21 طائرة إلى 33 طائرة.

#### النقل النهري
يعد قطاع النقل النهري أحد أهم عناصر منظومة النقل داخل الأقصر بجميع عناصرها سواء الخطوط الملاحية، المراسي النيلية، الأهوسه الملاحية، البنية التحتية للمجرى الملاحي، والتي تخدم العائمات السياحية العاملة بين الأقصر وأسوان وكذلك صنادل النقل والقوارب الشراعية والعبارات.
يوجد أيضاً «المعديات النهرية» وهي مراكب كبيرة الحجم تنقل أهالي المحافظة والسياح من وإلى البرين الشرقي والغربي بأسعار رمزية، بالإضافة إلى المراكب الصغيرة الخاصة (التي يمتلكها أشخاص)وهي للتنقل والفسحة وسط نهر النيل.
تمر السفن السياحية الكبيرة التي توفر الرحلات النيلية من القاهرة إلى أسوان على مراسي الأقصر النيلية ويستخدم هذا الخط أيضاً في نقل البضائع ويسمح بالمرور المزدوج للوحدات النهرية.

#### النقل البري
يصل الأقصر بباقي مدن ومحافظات مصر عدة محاور برية تبدأ المحاور الشمالية بالربط مع أقرب المحافظات إلى الأقصر وهي قنا، ومن قنا تتفرع المحاور فيمكن الربط شرقاً مع طريق قنا/سفاجا للوصول إلى البحر الأحمر، ومن سفاجا إلى الغردقة، أو شمالاً مع طريق قنا/سوهاج، ثم طريق سوهاج/أسيوط، فطريق أسيوط/القاهرة، وتمر المحاور الشمالية بنفس المحطات أو المدن على نطاقين صحراوي وزراعي موزعة شرقاً وغرباً، وتتمثل في طريق الصعيد الصحراوي الشرقي، طريق الصعيد الصحراوي الغربي، طريق الصعيد الزراعي، طريق الكريمات، وجنوباً تستخدم محاور الصعيد الشرقية والغربية للربط مع أسوان.

## اتفاقيات التوأمة
- كازنلاك، بلغاريا. في يوليو 2006.[27]
- كاخيتي، جورجيا..[28]
- يانغتشو، الصين. في مارس 2015.[29]
- كيوتو، اليابان. في يونيو 2013.[30]
- تورينو، إيطاليا. في أبريل 2015.[31]
- بارينتينس، البرازيل.
- بالتيمور، الولايات المتحدة الأمريكية.
- البتراء، الاردن. في نوفمبر 2021.[32]

## الأقصر الجديدة
هي مدينة مصرية جديدة من مدن الجيل الثالث، تقع في محافظة الأقصر، وتتبع إدارياً لهيئة المجتمعات العمرانية الجديدة، أُعلن عن إنشائها بقرار رئيس جمهورية مصر العربية رقم 55 لسنة 2010، تقع المدينة جنوب شرق مدينة الأقصر، وتبعد عن مدينة طيبة الجديدة حوالي 14.8 كم. تبلغ مساحة المدينة 8976.75 فدان؛ أي 36.32 كم2. ومن المقرر أن تستوعب عند اكتمالها لـ200 ألف نسمة. حجم الاستثمارات في الأقصر الجديدة وصلت ل2.3 مليار جنيه، مقسمة قطاع الإسكان: 935 مليون جنيه، قطاع الخدمات: 320 مليون جنيه، قطاع الزراعة: 22 مليون جنيه، قطاع المرافق: 992 مليون جنيه.
هدف إنشاء مدينة الأقصر الجديدة يتمثل في عدة جوانب هامة. أولاً، تهدف المدينة إلى المساهمة في حل مشاكل الإسكان في جميع أنحاء محافظة الأقصر، من خلال توفير وحدات سكنية مناسبة للمواطنين. كما تسعى المدينة إلى توفير فرص عمل لشباب المحافظة، مما يساهم في تحسين مستوى المعيشة وتقليل البطالة. بالإضافة إلى ذلك، تهدف المدينة إلى تعزيز الربط بين مركز ومدينة الأقصر وطيبة الجديدة، مما يجعلها قاعدة تجميع اقتصادية هامة تدعم التنمية في المنطقة. وأخيراً، يتم تجهيز المدينة لتكون أول مدينة جمهورية معدة خصيصاً لاستقبال السياح من ذوي الاحتياجات الخاصة، مما يعكس اهتمامها بتوفير بيئة سياحية شاملة.

## معرض صور

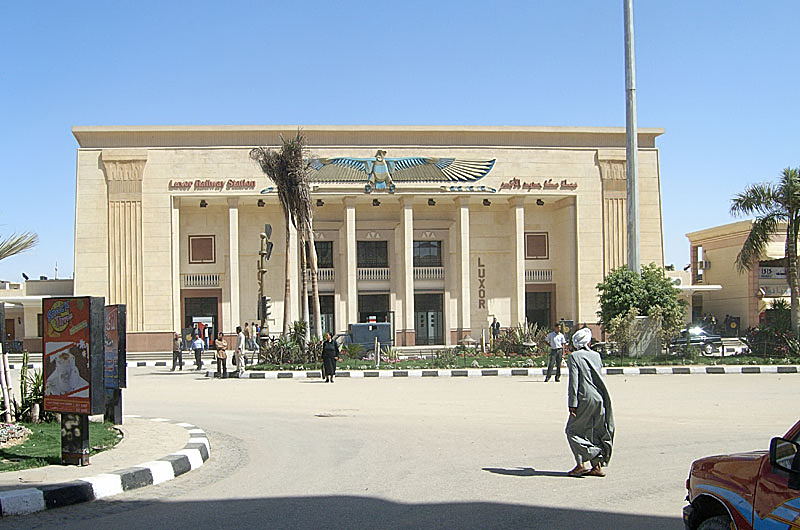
محطة القطار بالأقصر
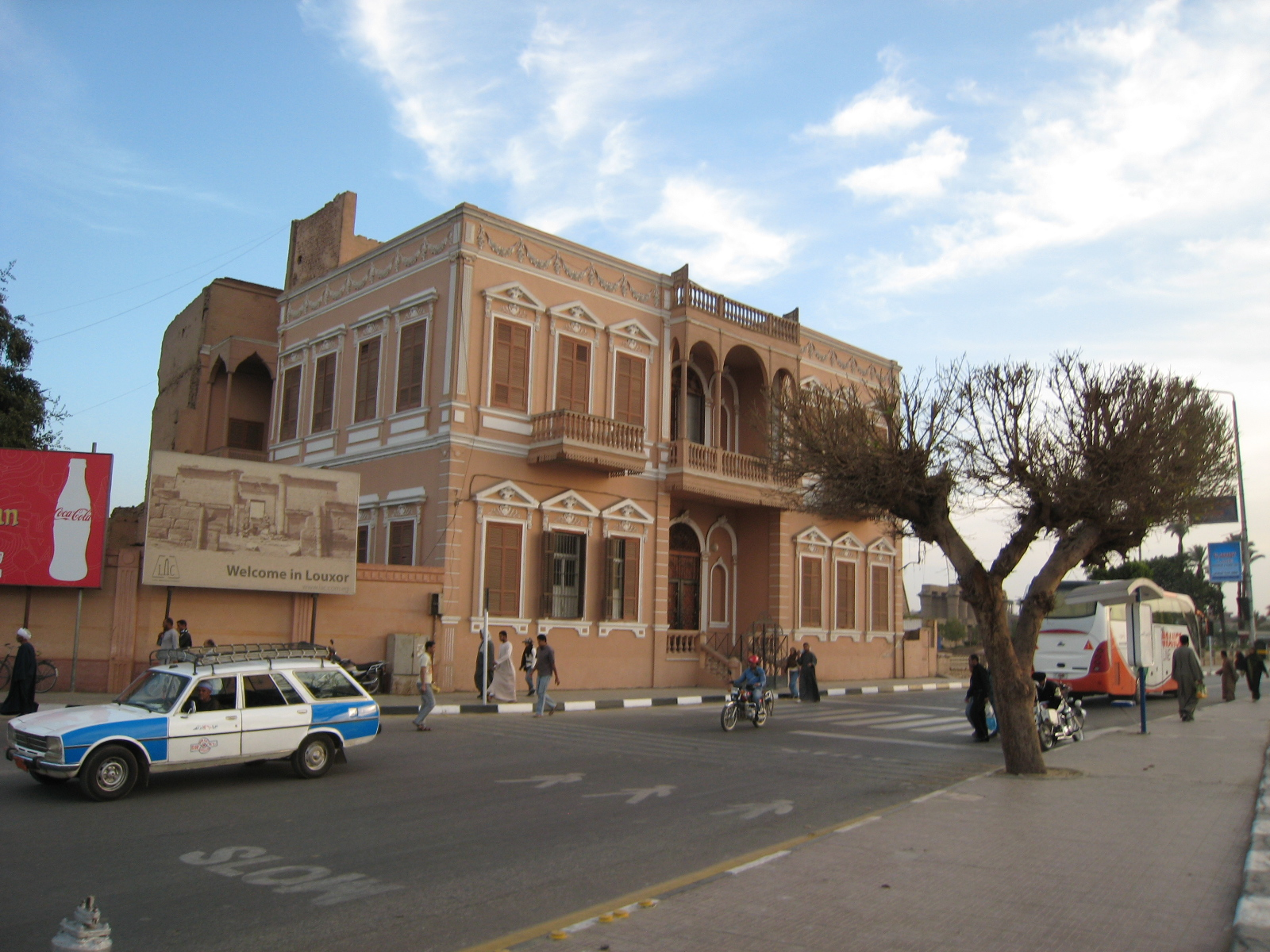
تاكسي الأقصر «أبيض × أزرق»
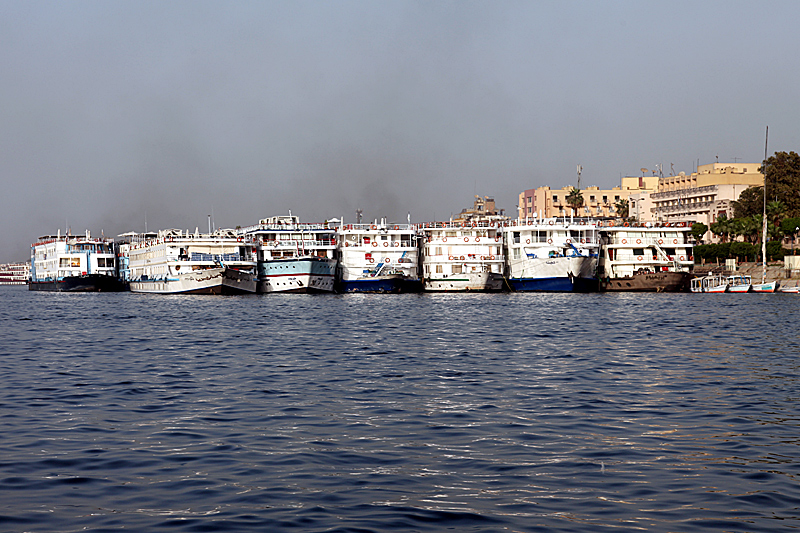
السفن السياحية الكبيرة توفر الرحلات النيلية من القاهرة إلى أسوان
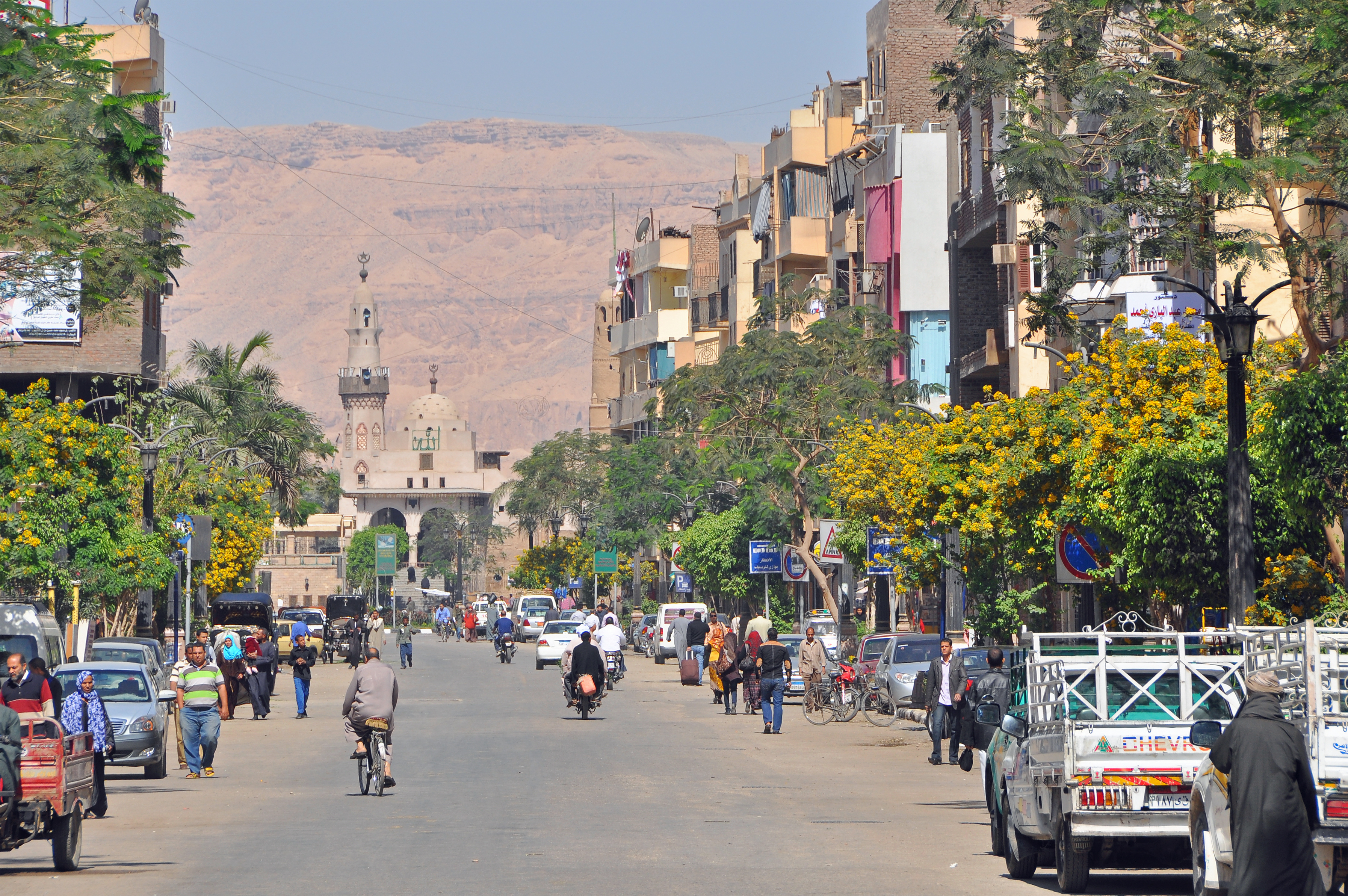
شارع المحطة
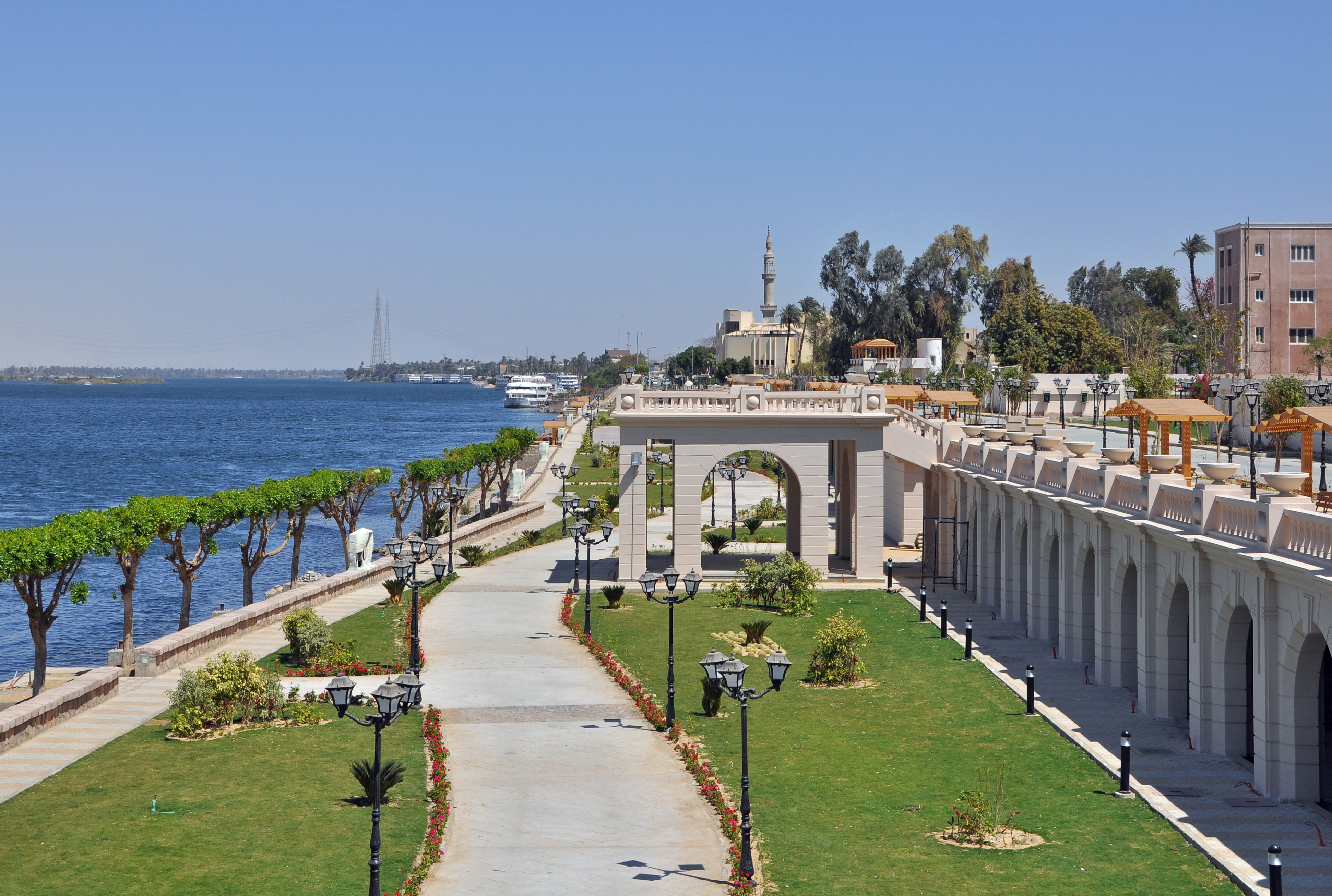
الكورنيش
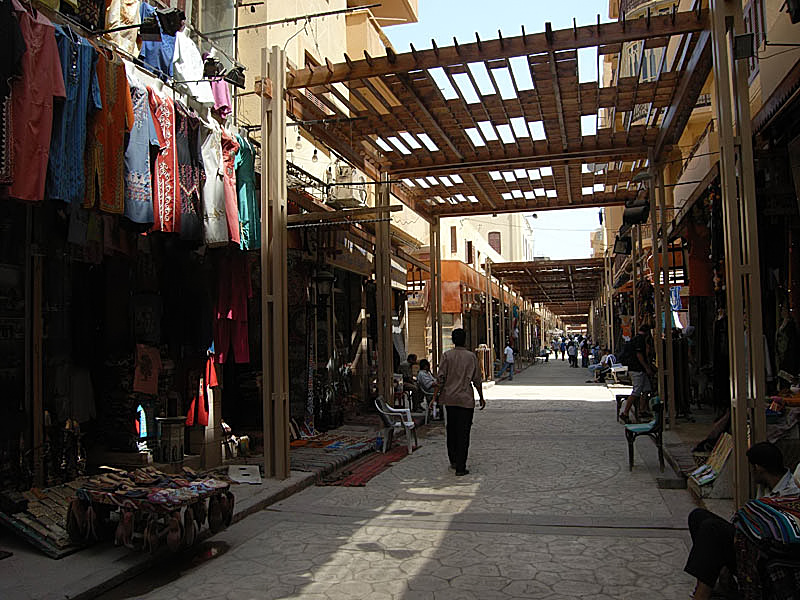
سوق
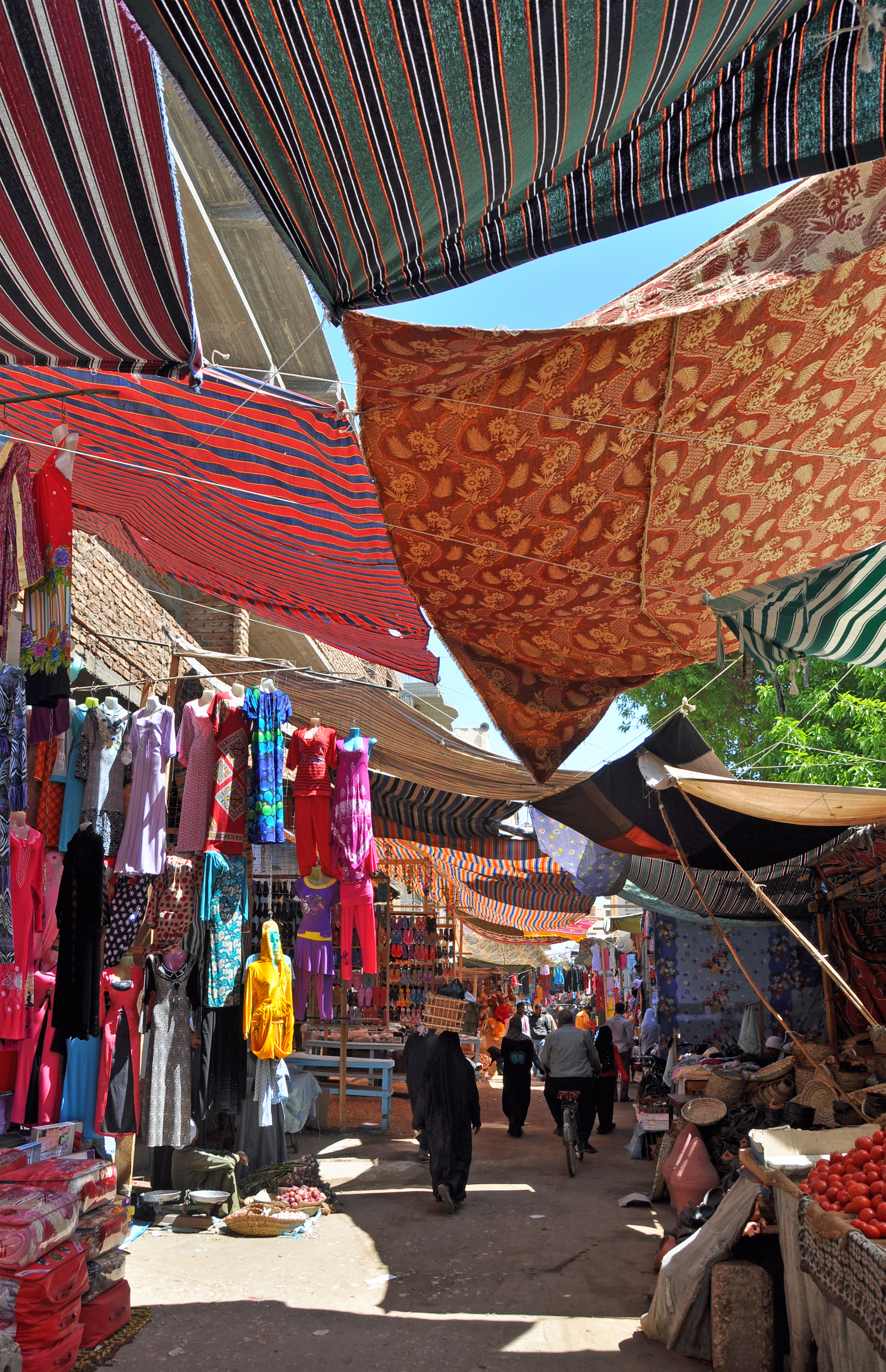
سوق أقصري
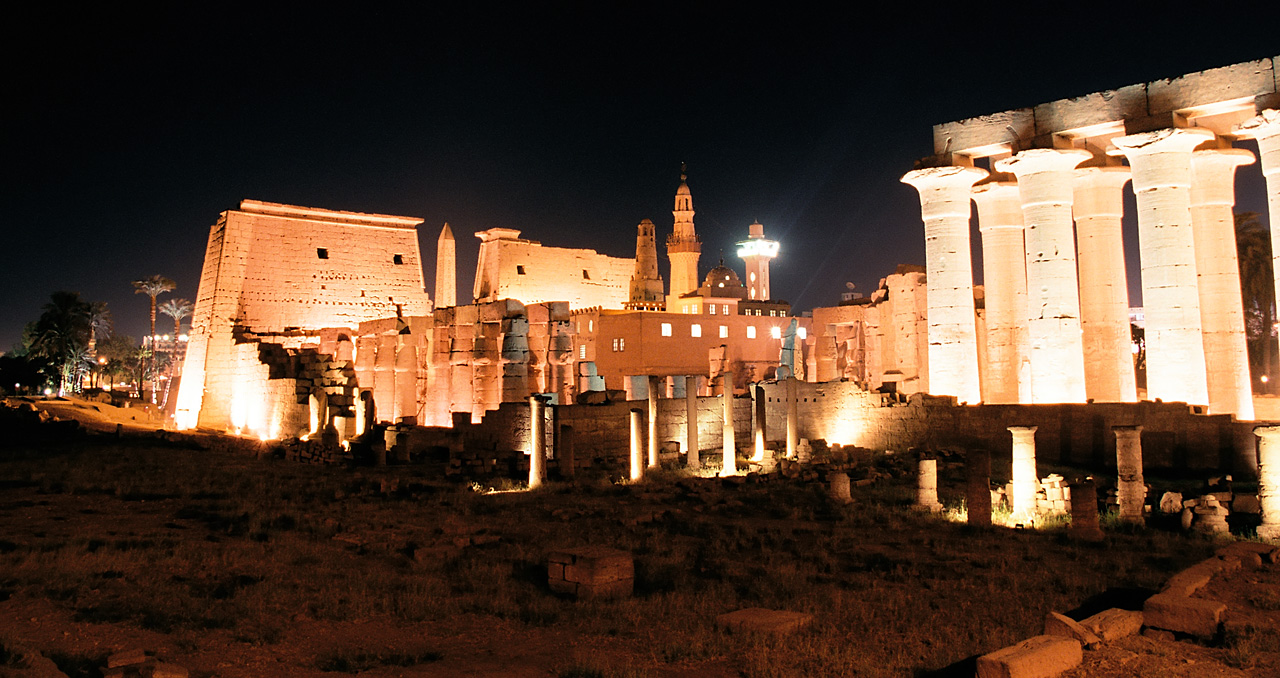
معبد الأقصر
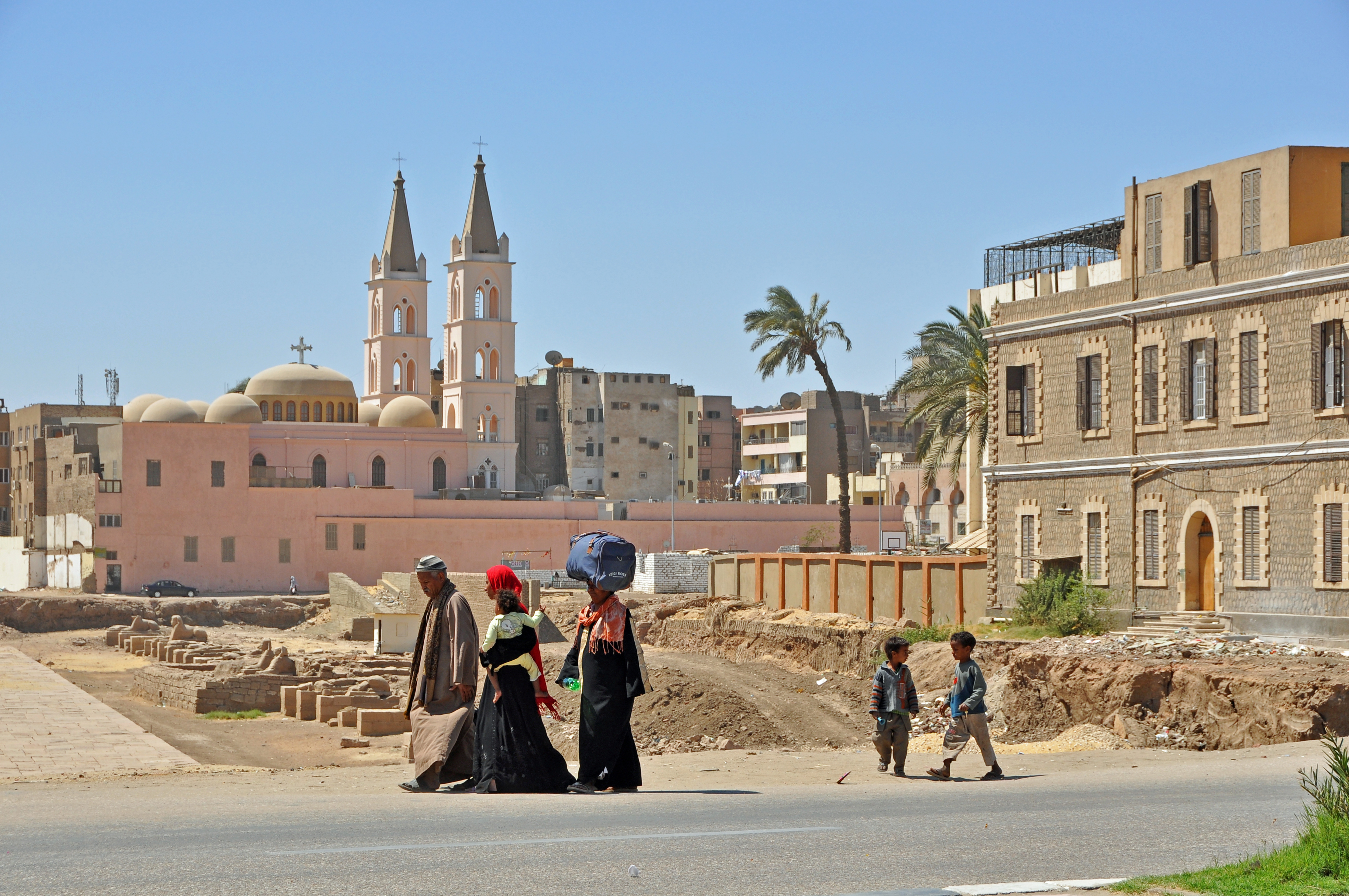
مشهد أقصري وكنيسة في الخلفية
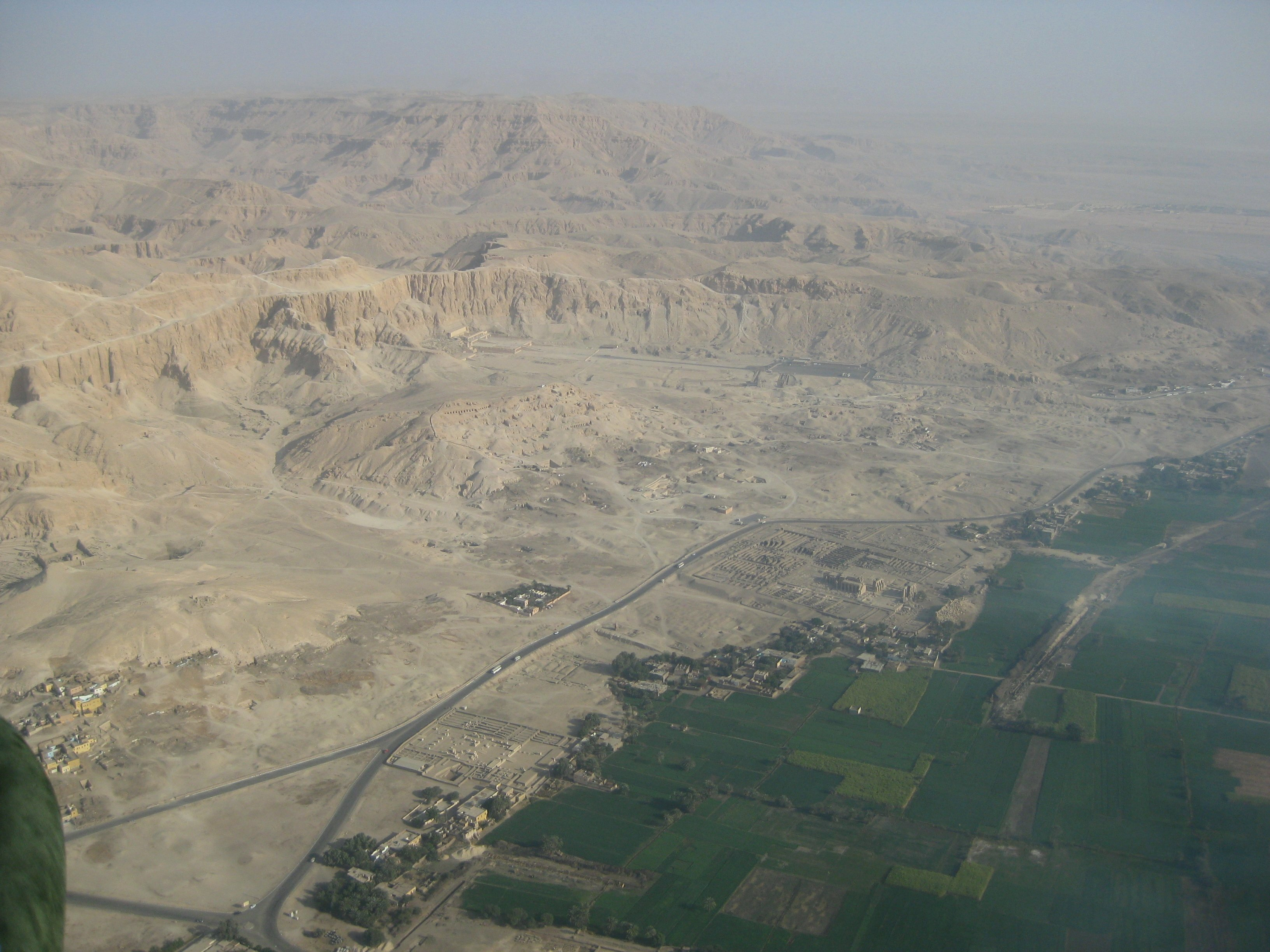
المقابر الفرعونية كما تبدو من المنطاد
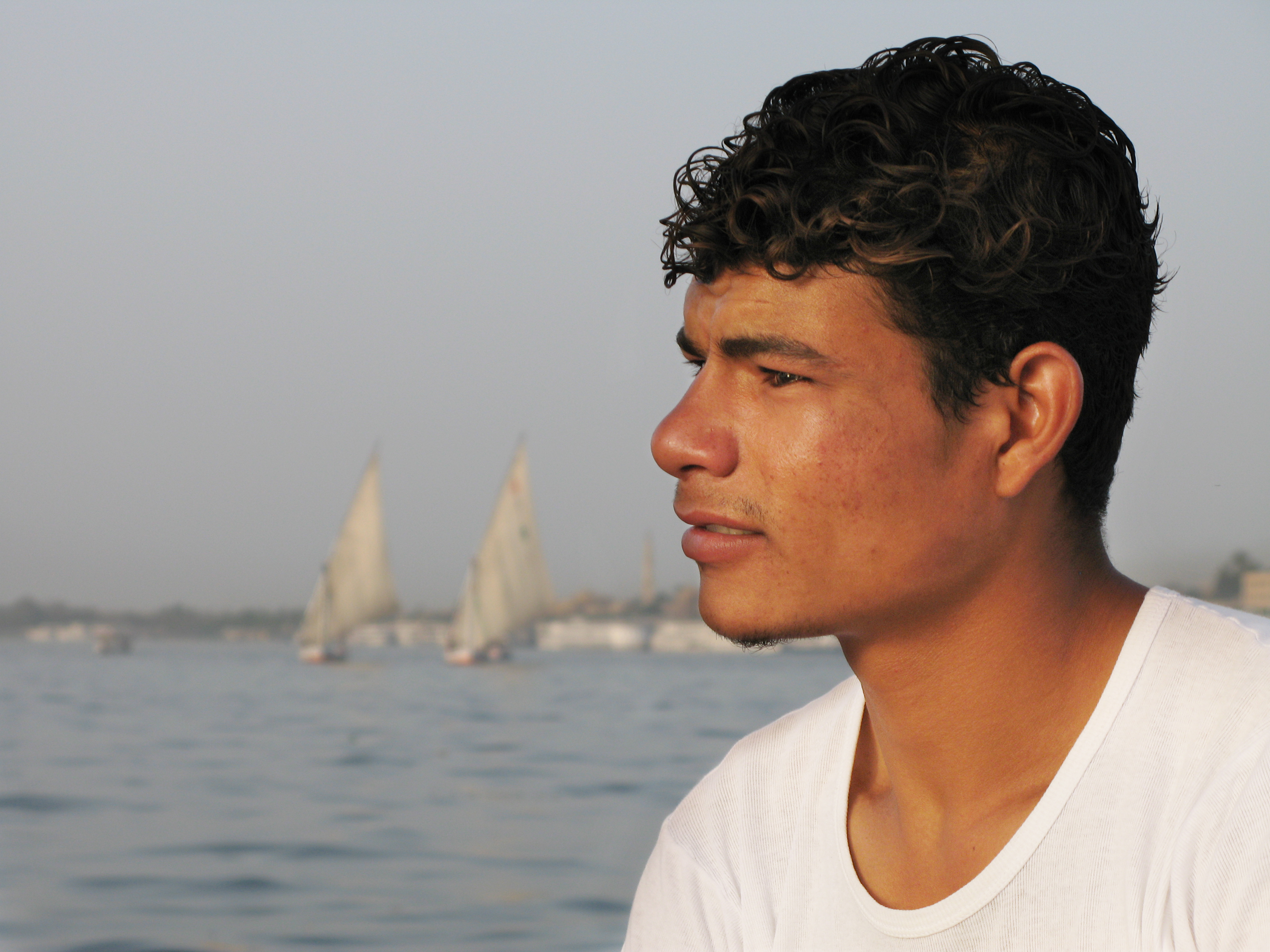
شاب أقصري على متن فلوكة
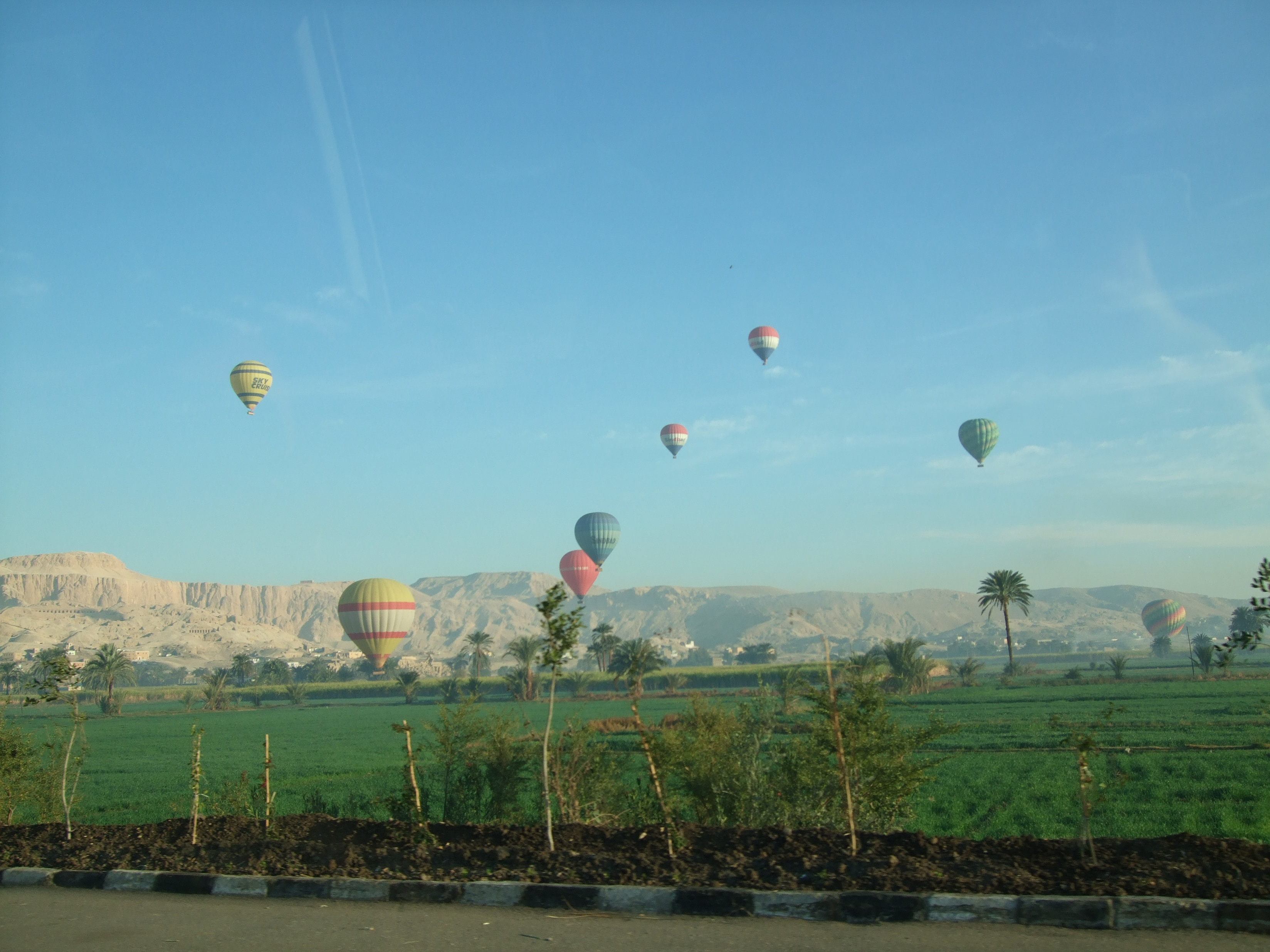
رحلات المنطاد
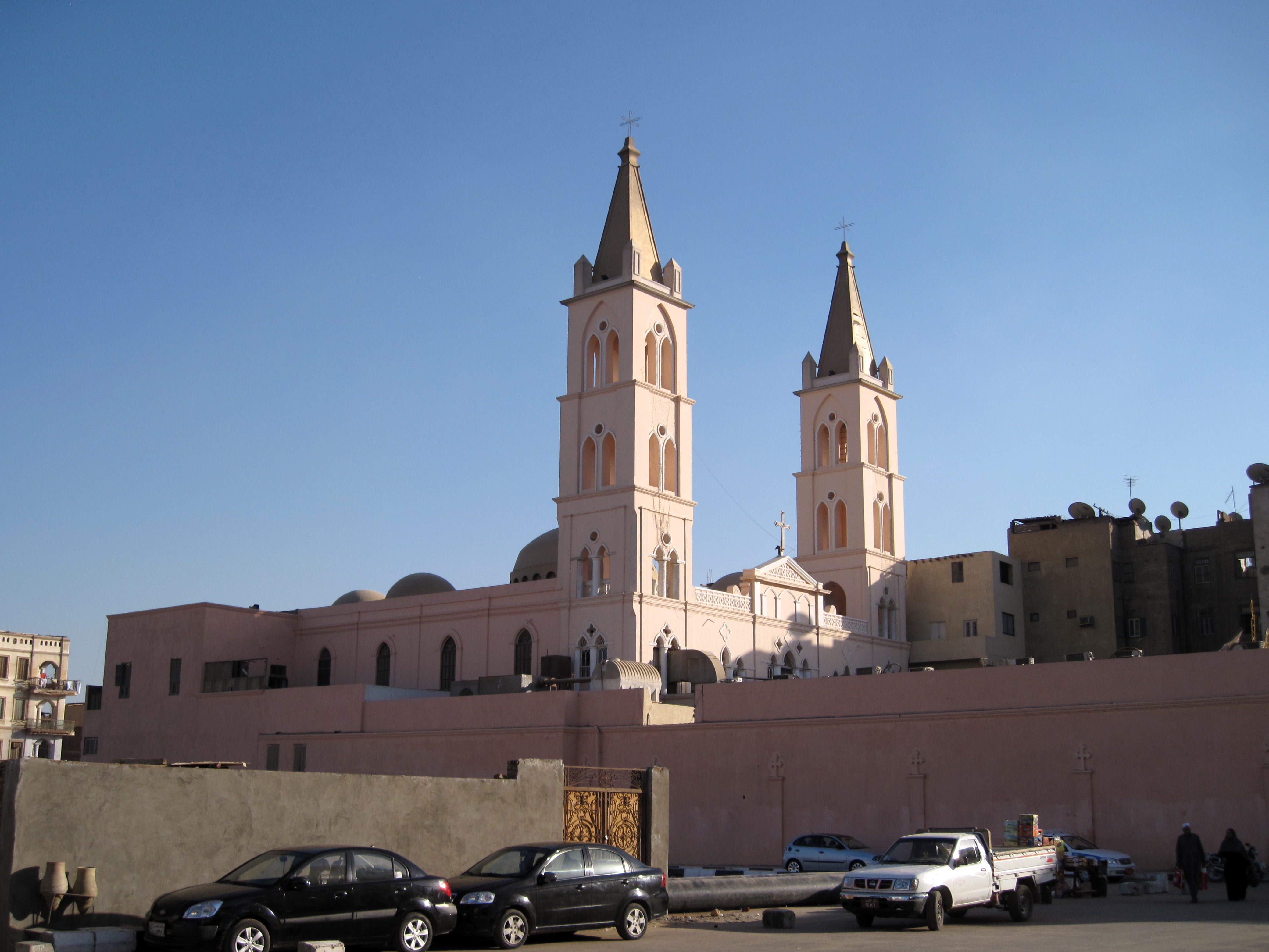
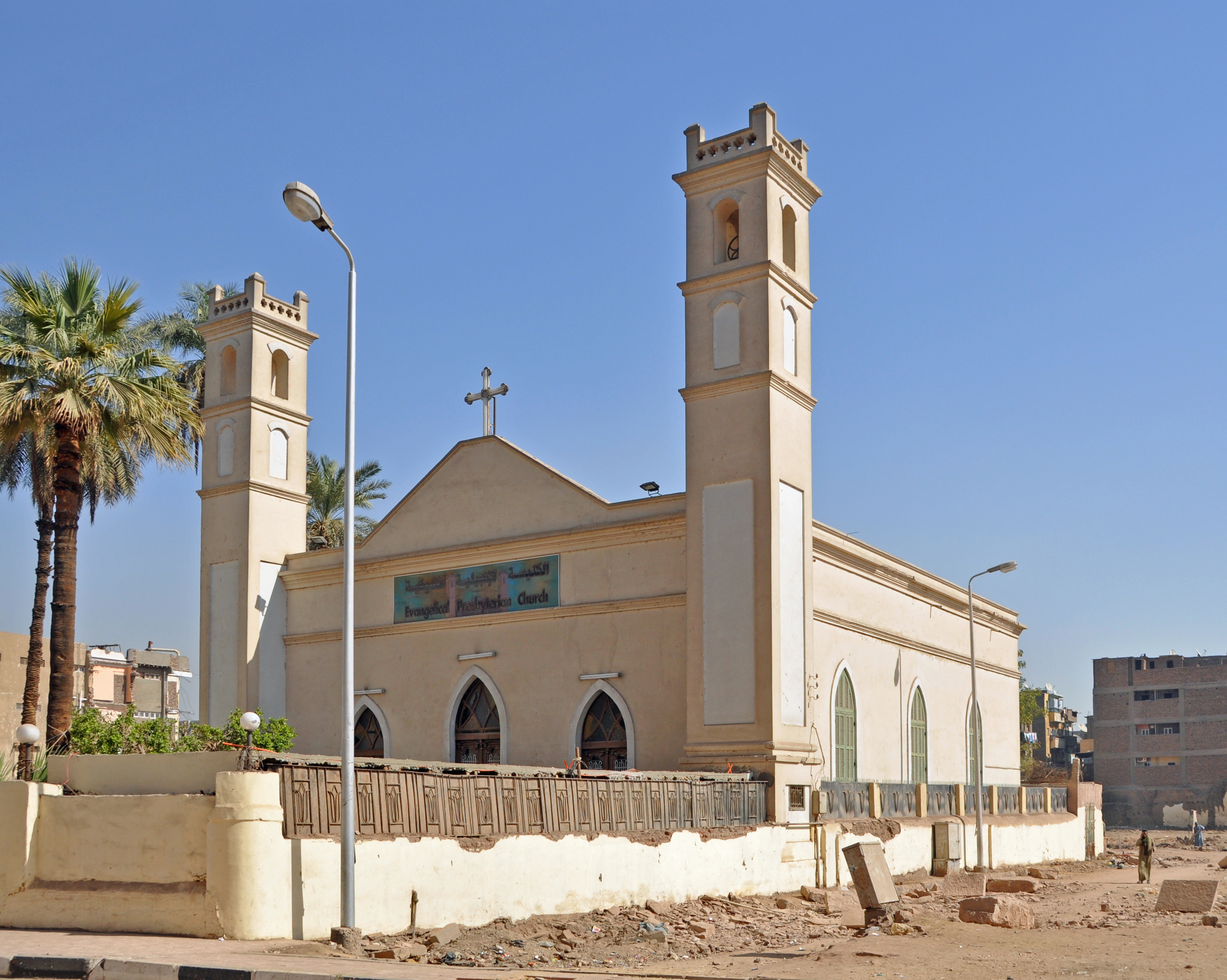
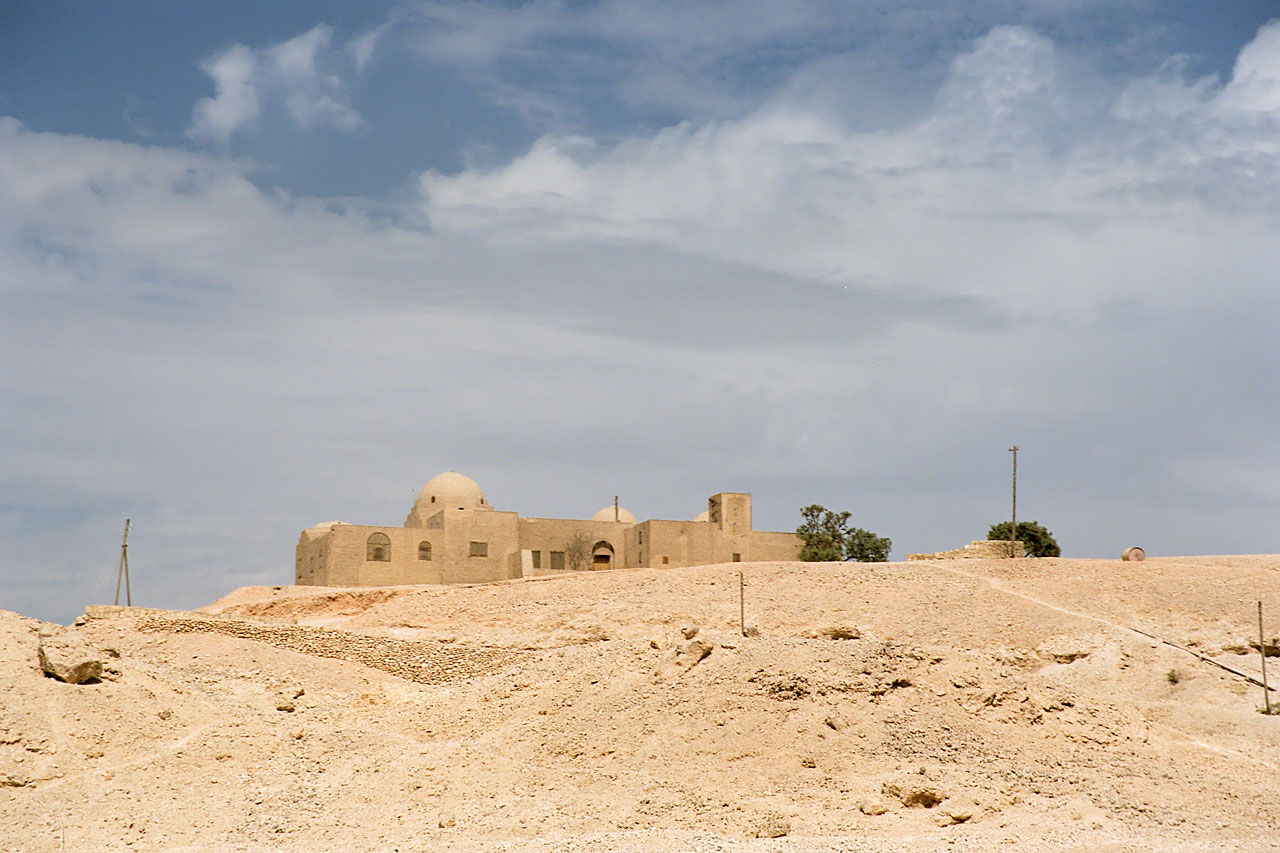
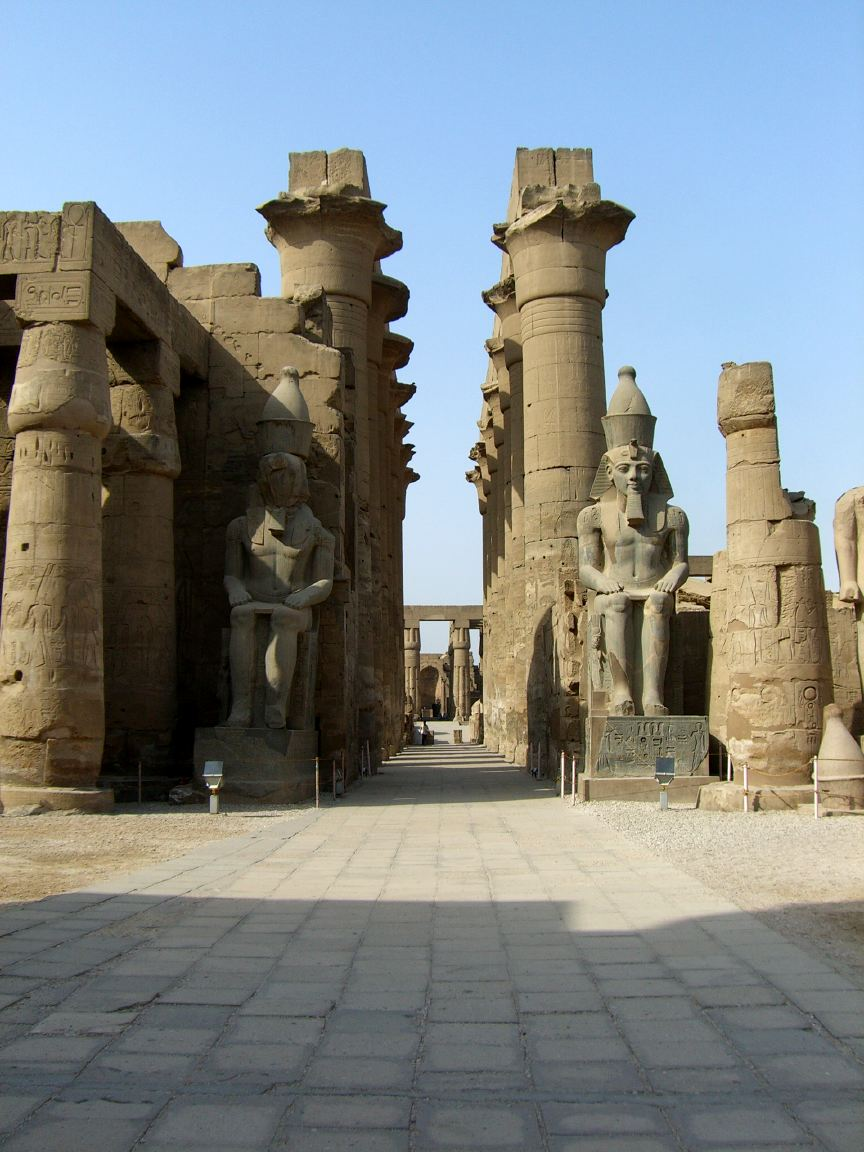
معبد الأقصر
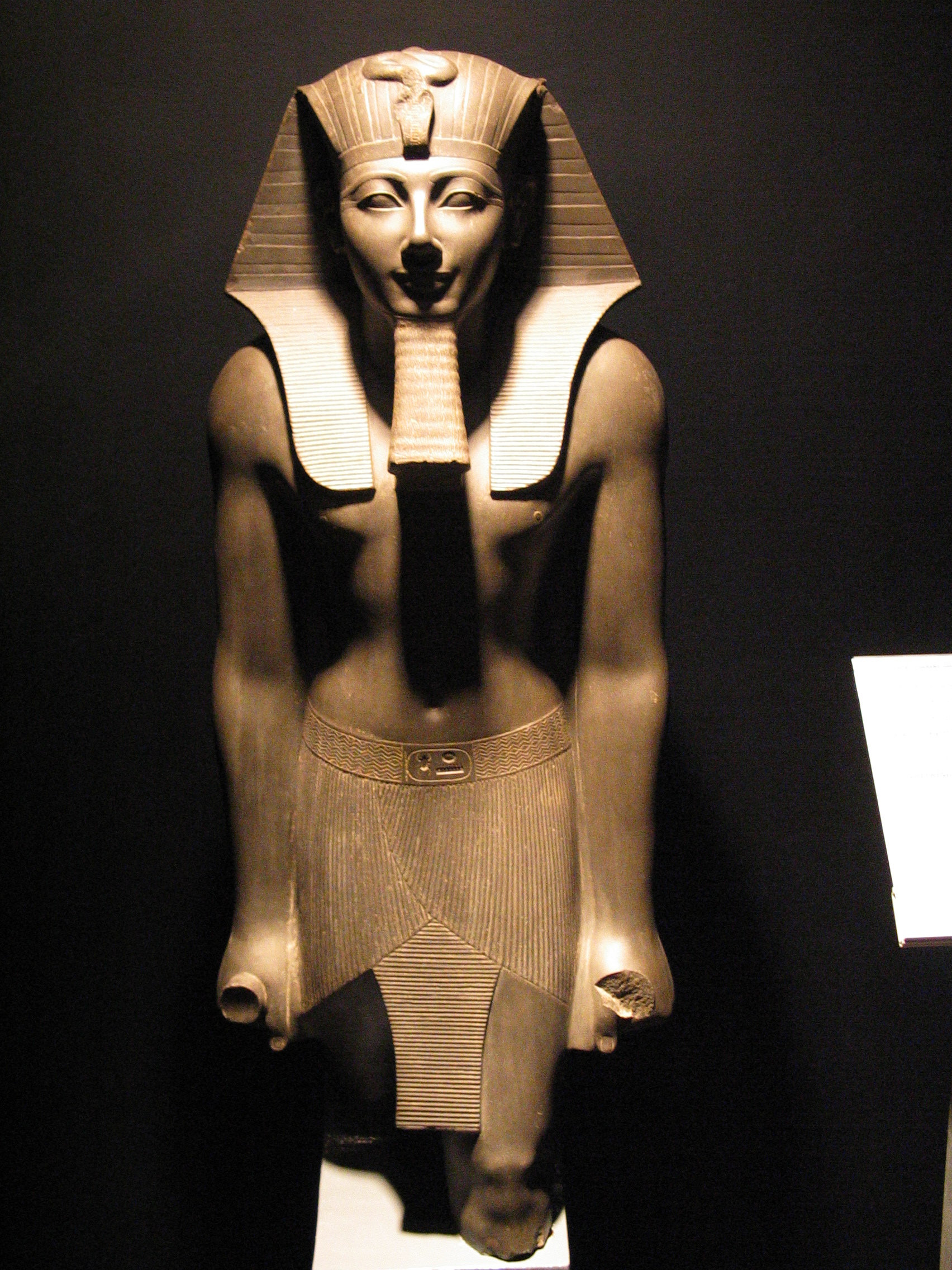
تمثال تحتموس الثالث في متحف الأقصر
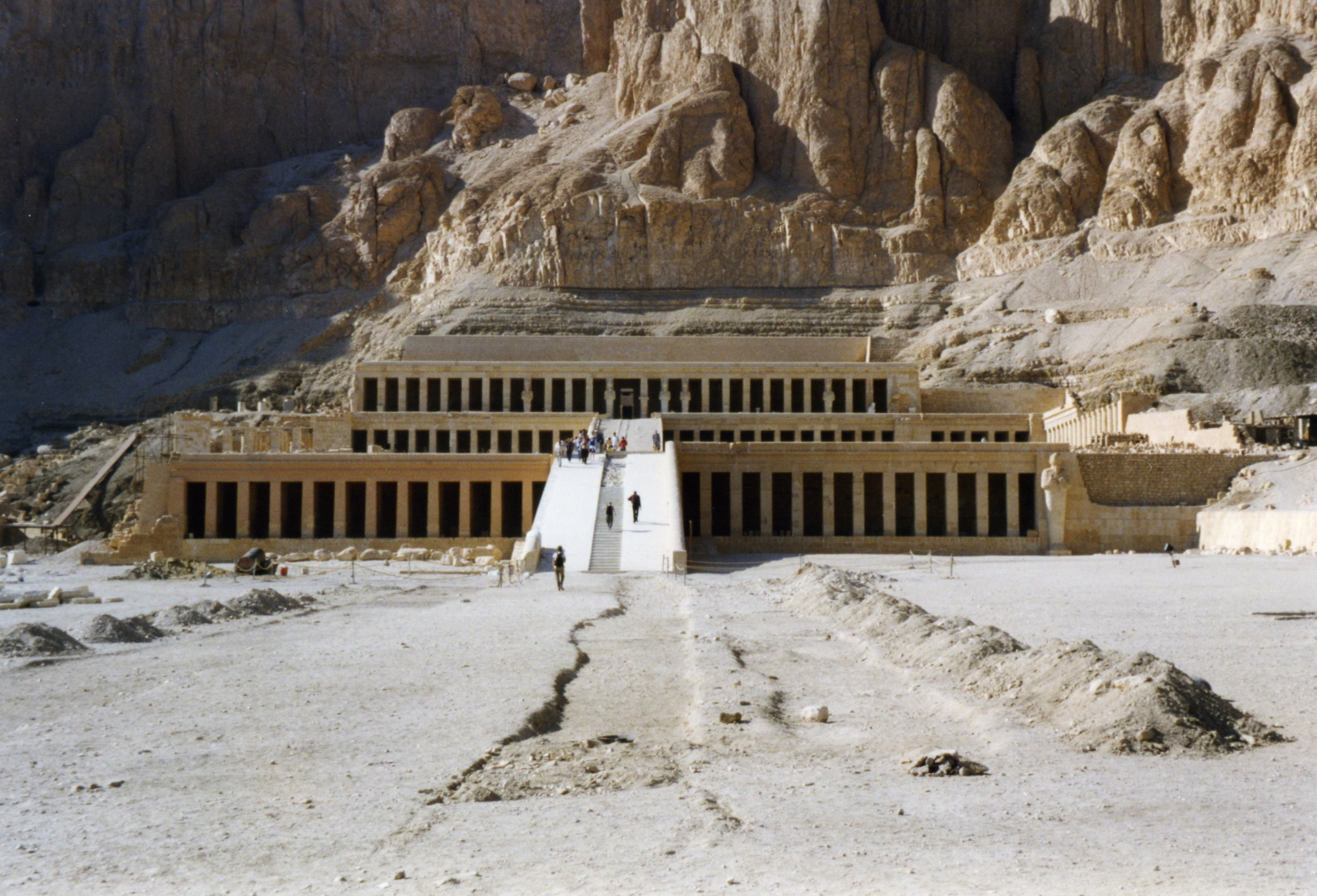
معبد حتشبسوت
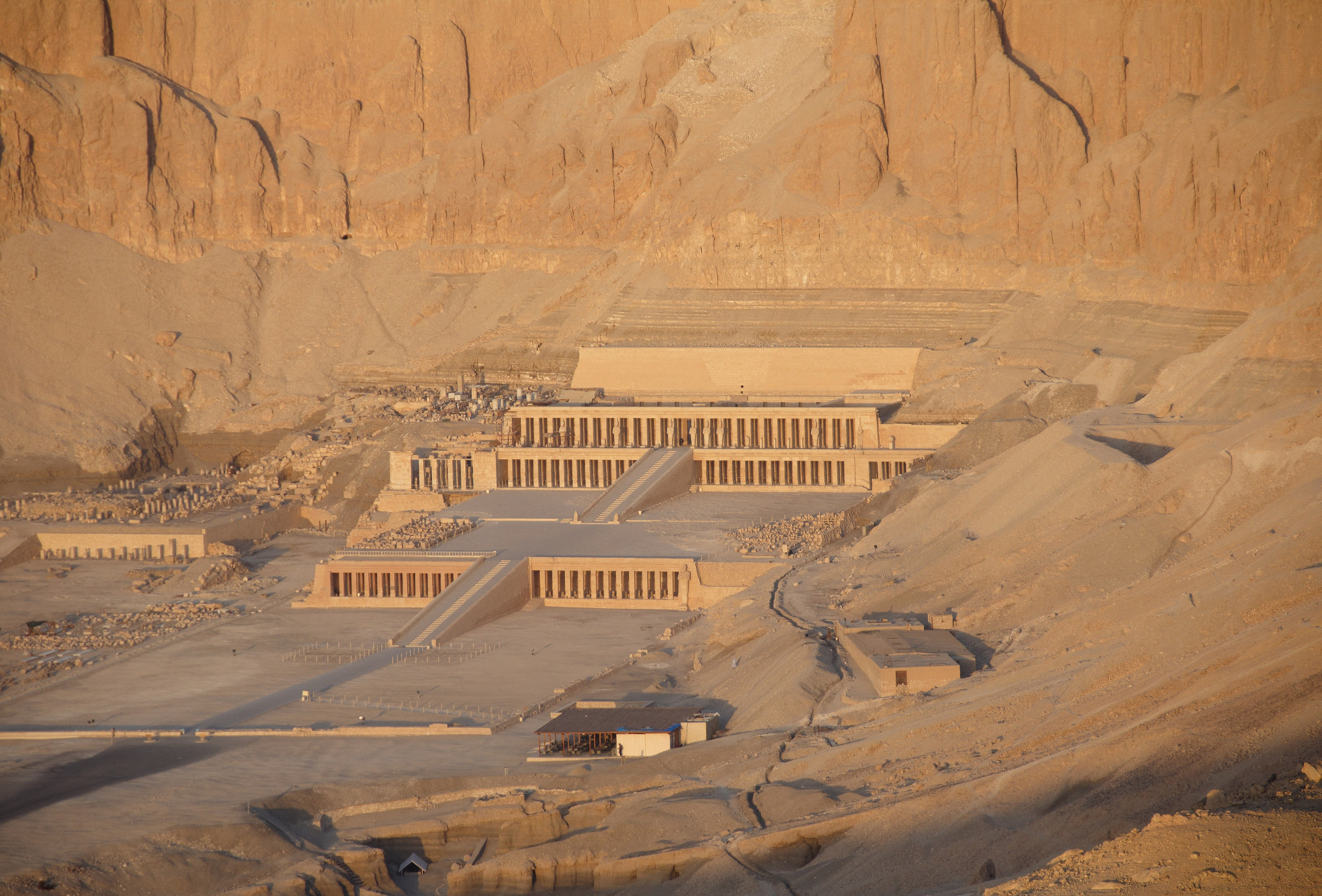
معبد حتشبسوت
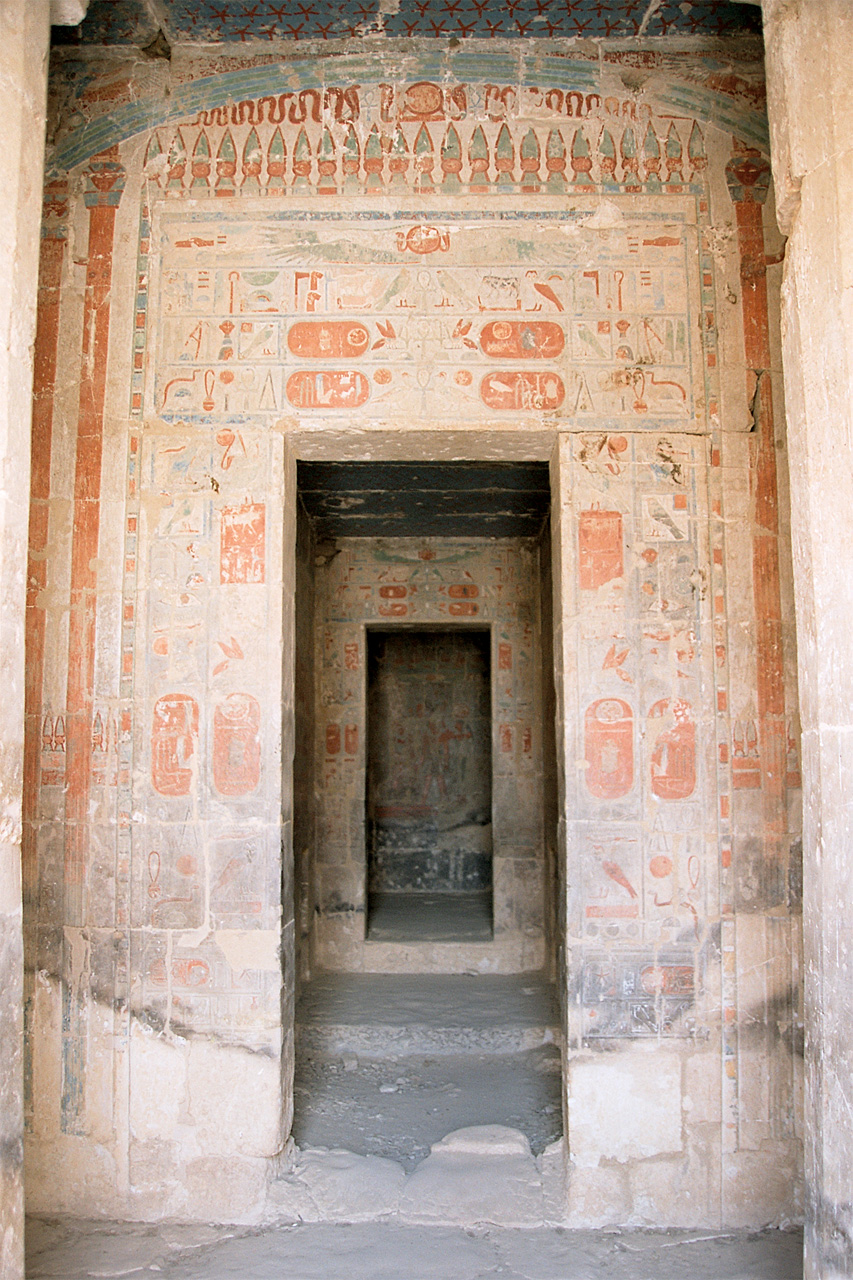
معبد حتشبسوت
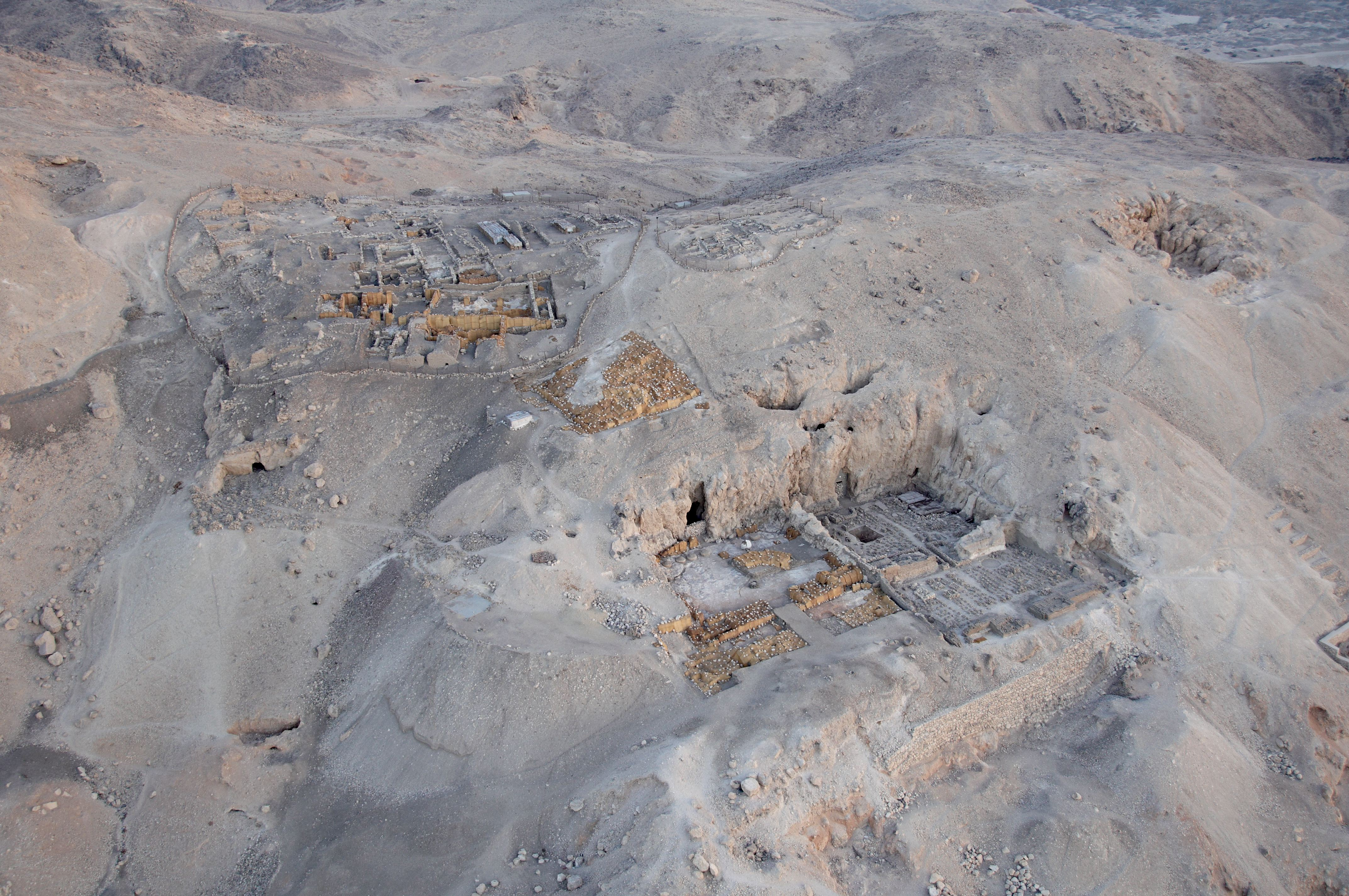
وادي الملوك
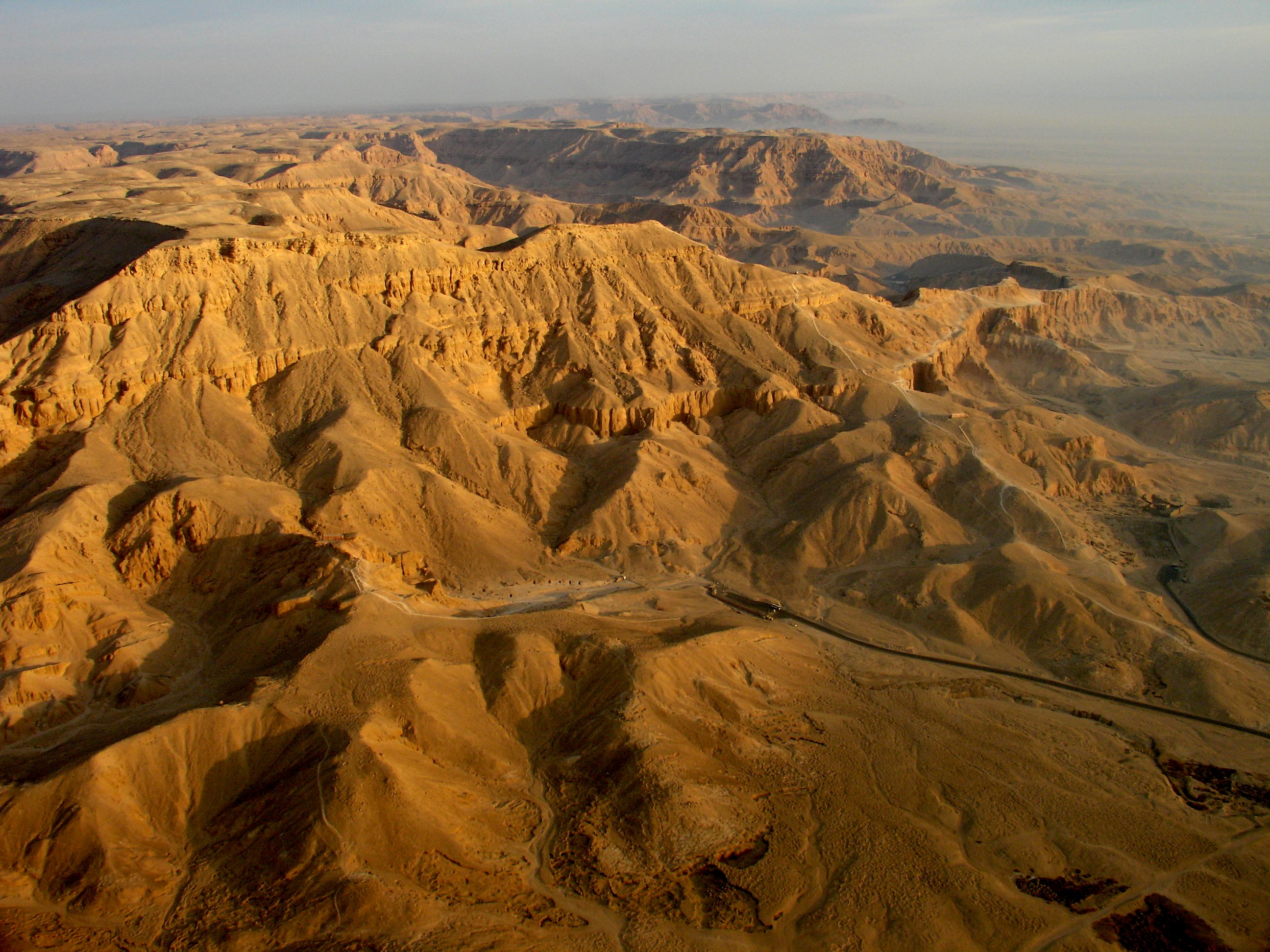
وادي الملكات
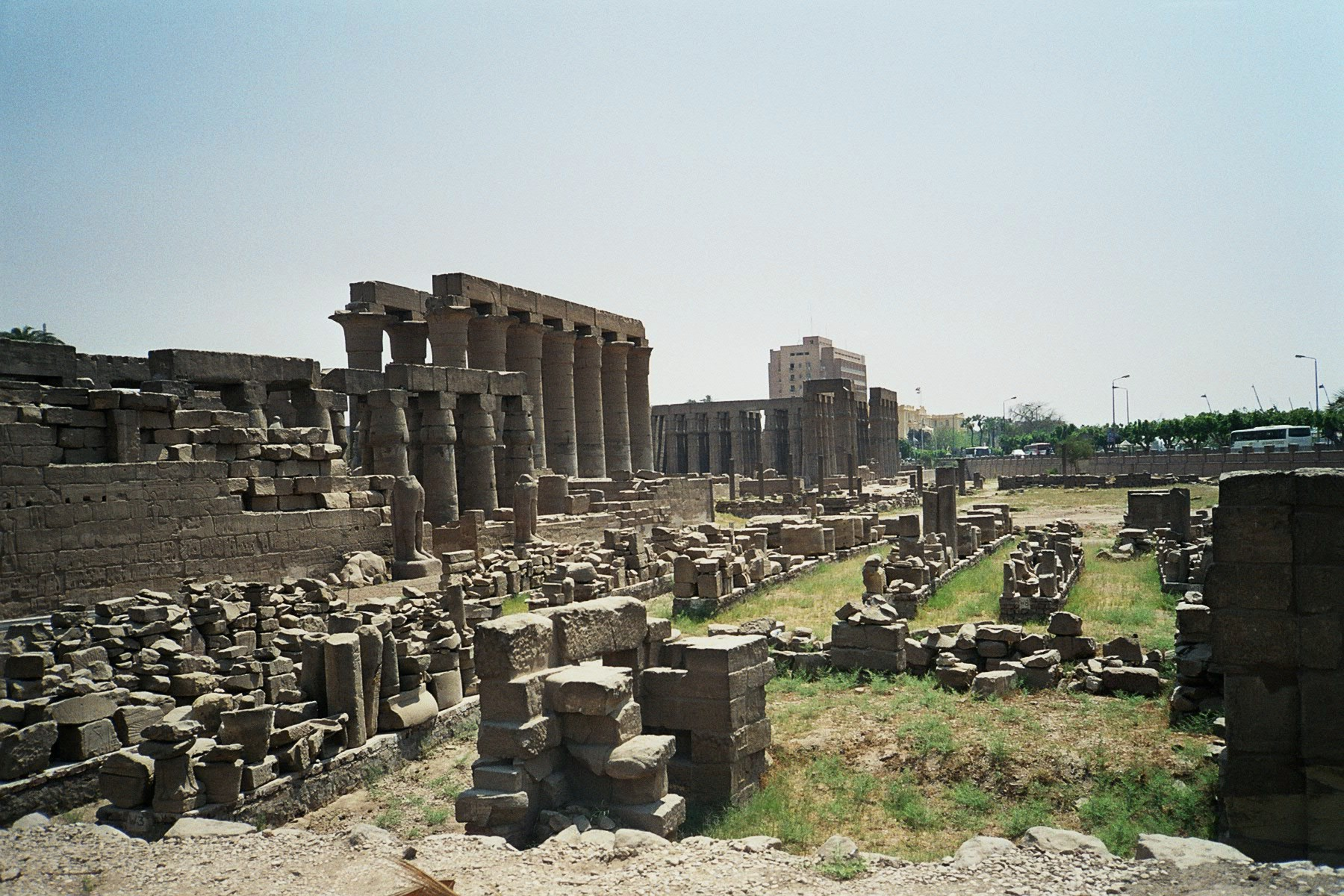
معبد الأقصر
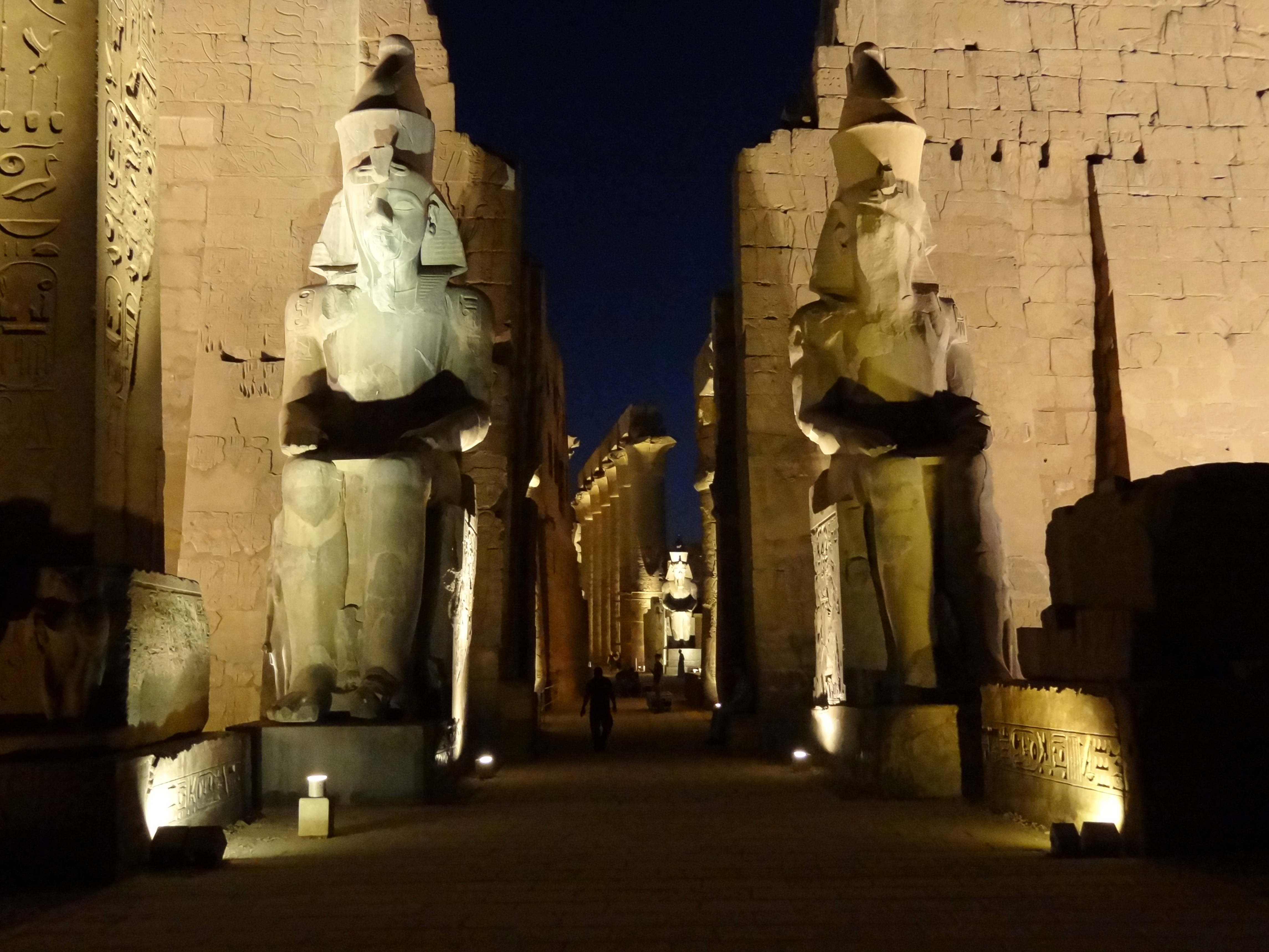
معبد الأقصر
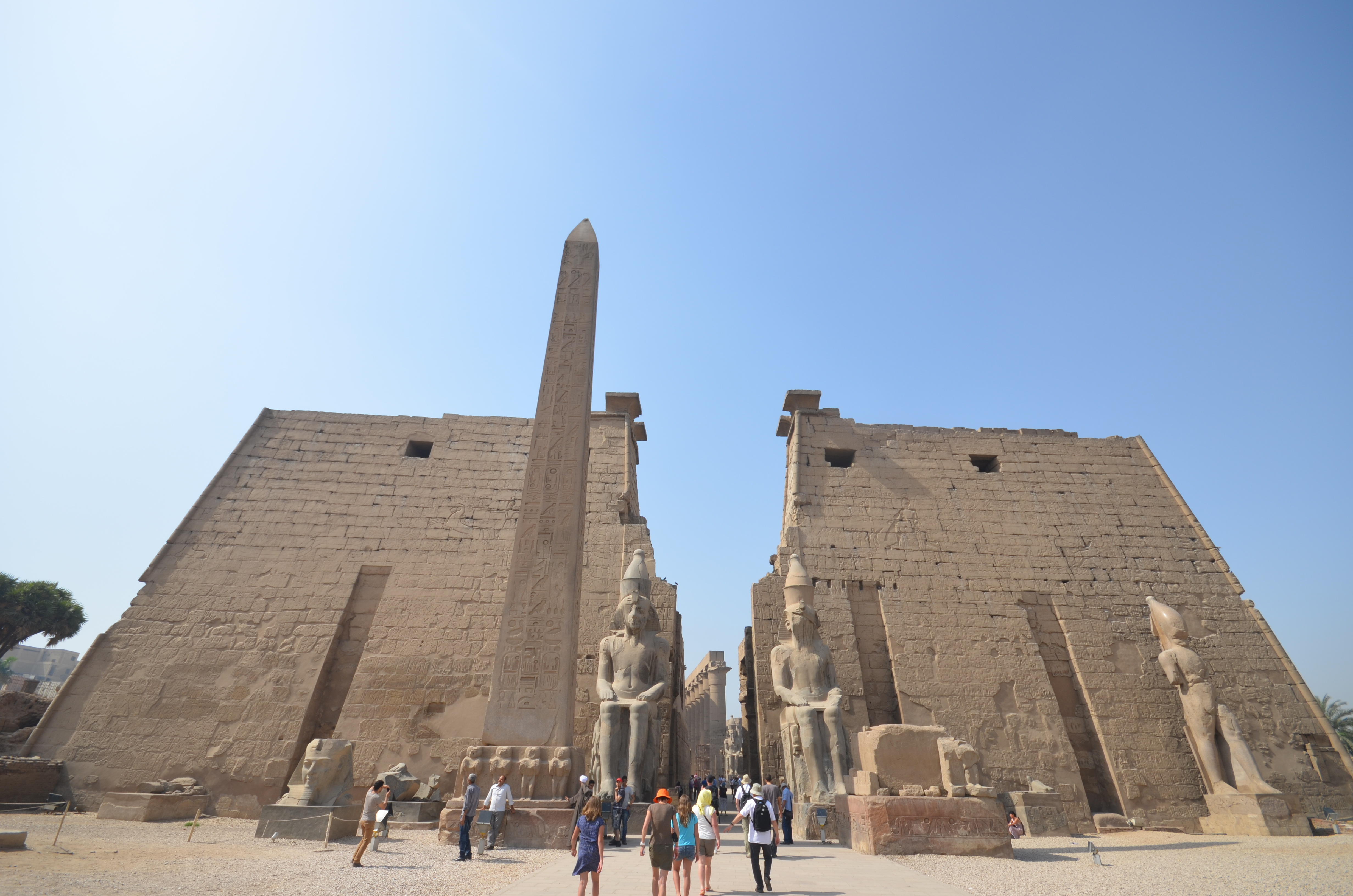
مدخل معبد الأقصر
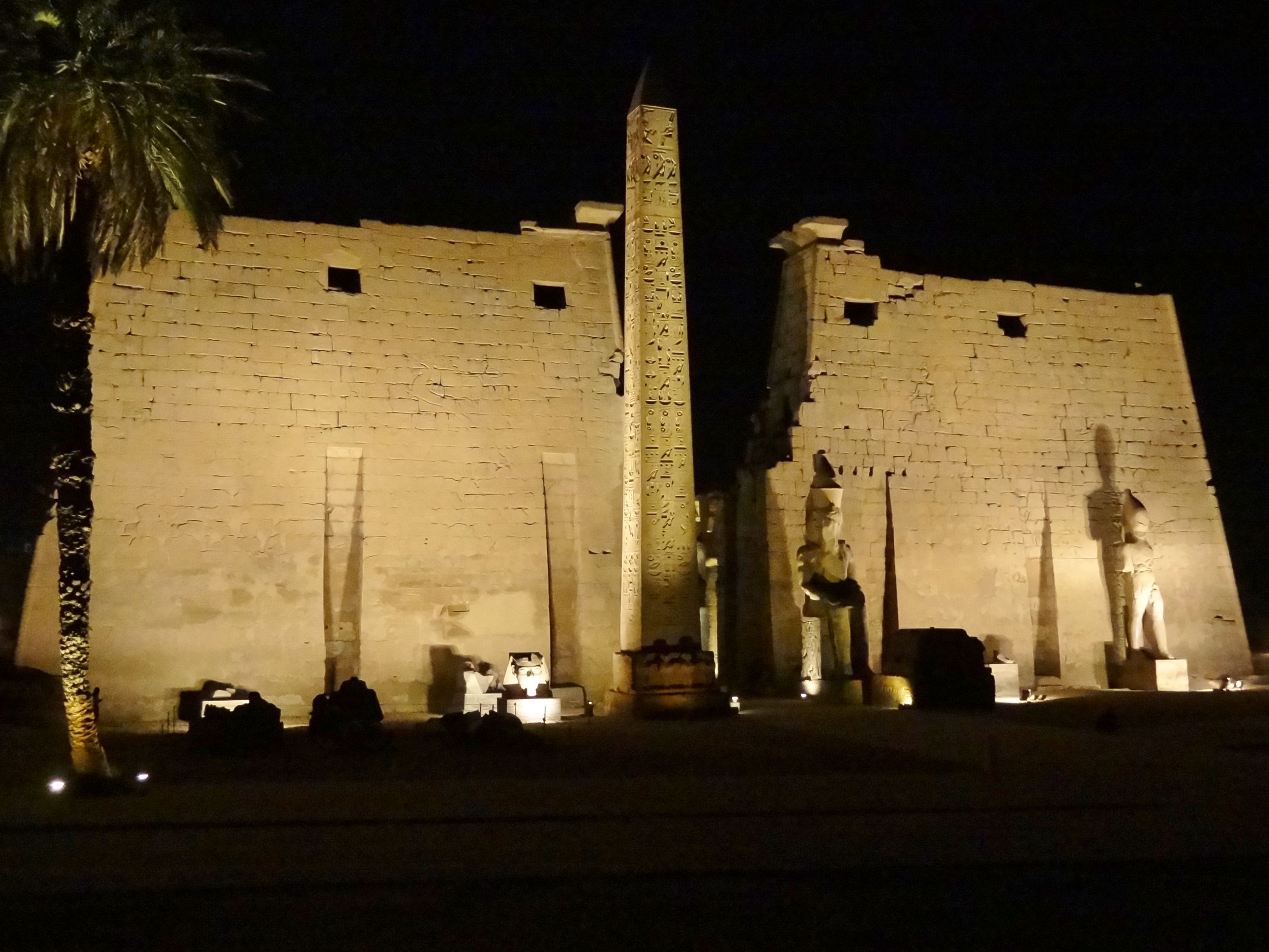
مدخل معبد الأقصر
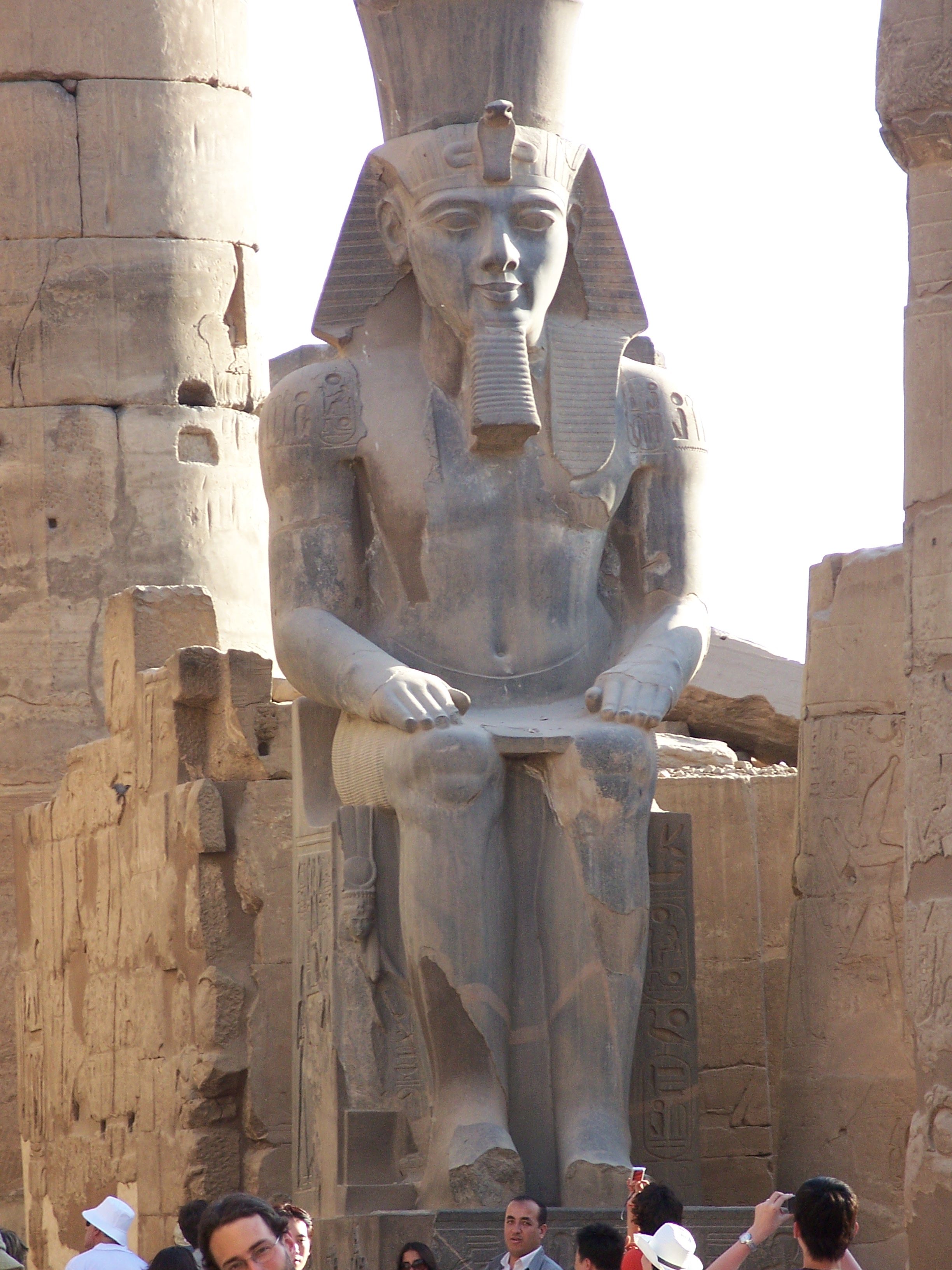
معبد الأقصر
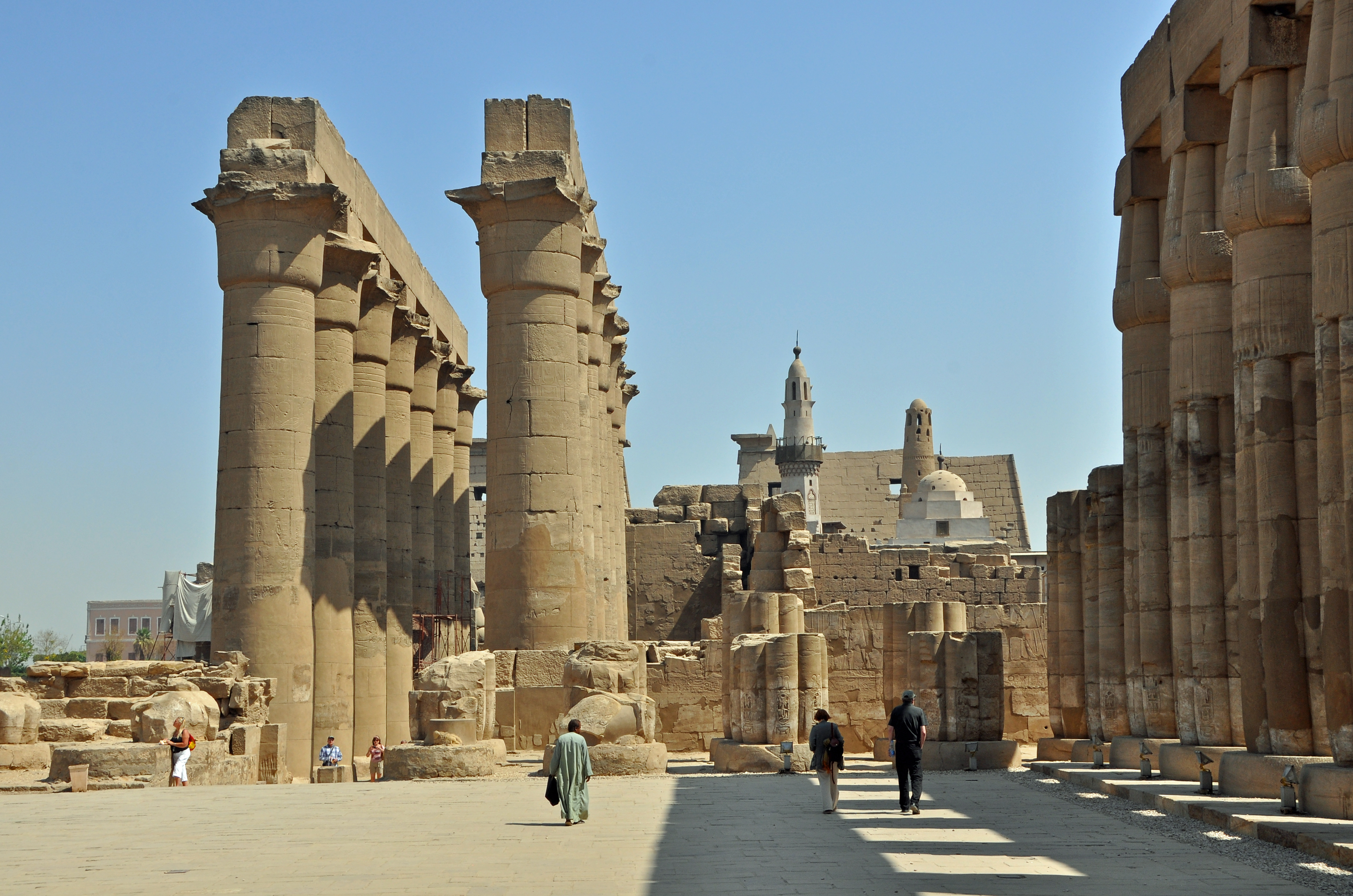
معبد الأقصر
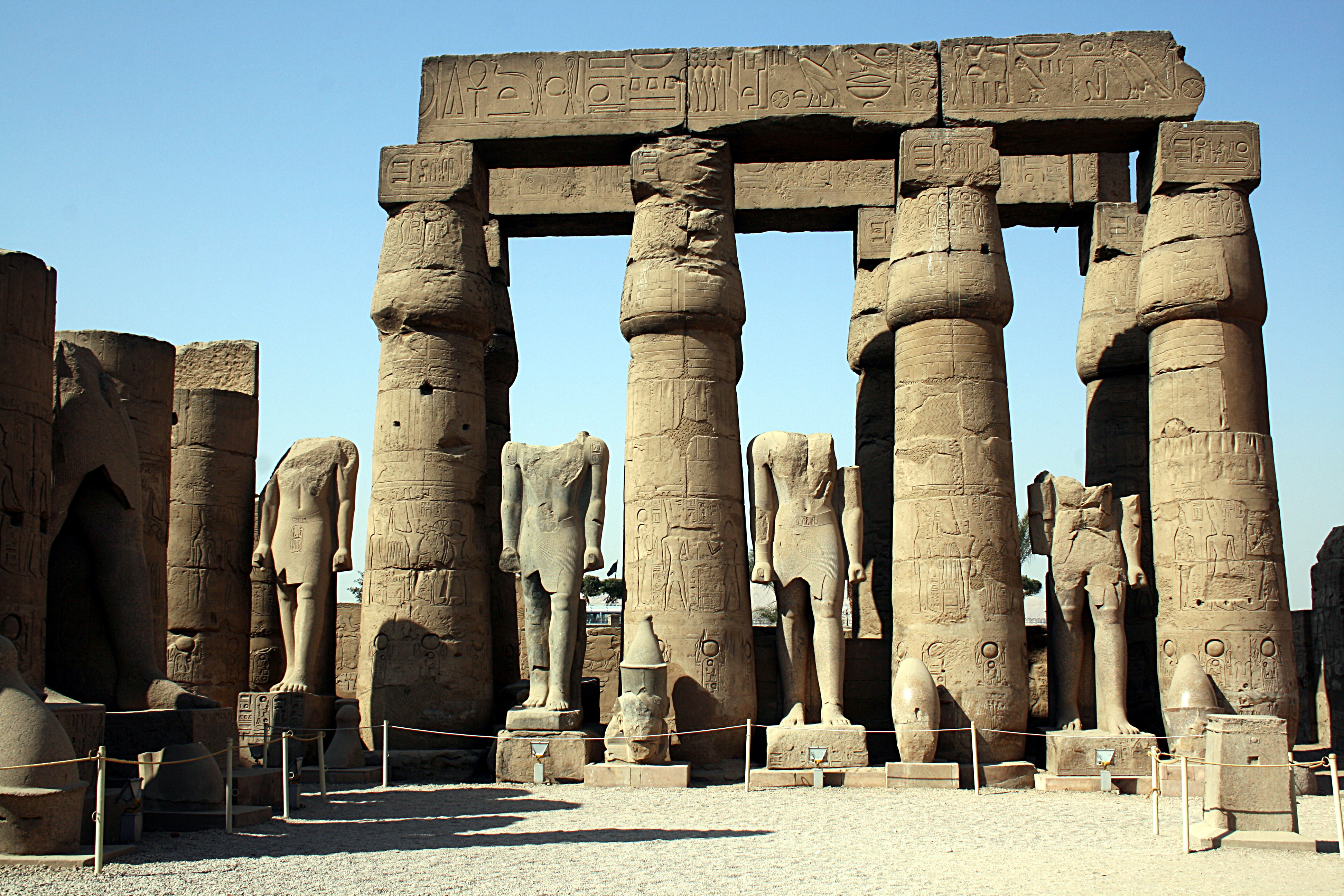
معبد الأقصر
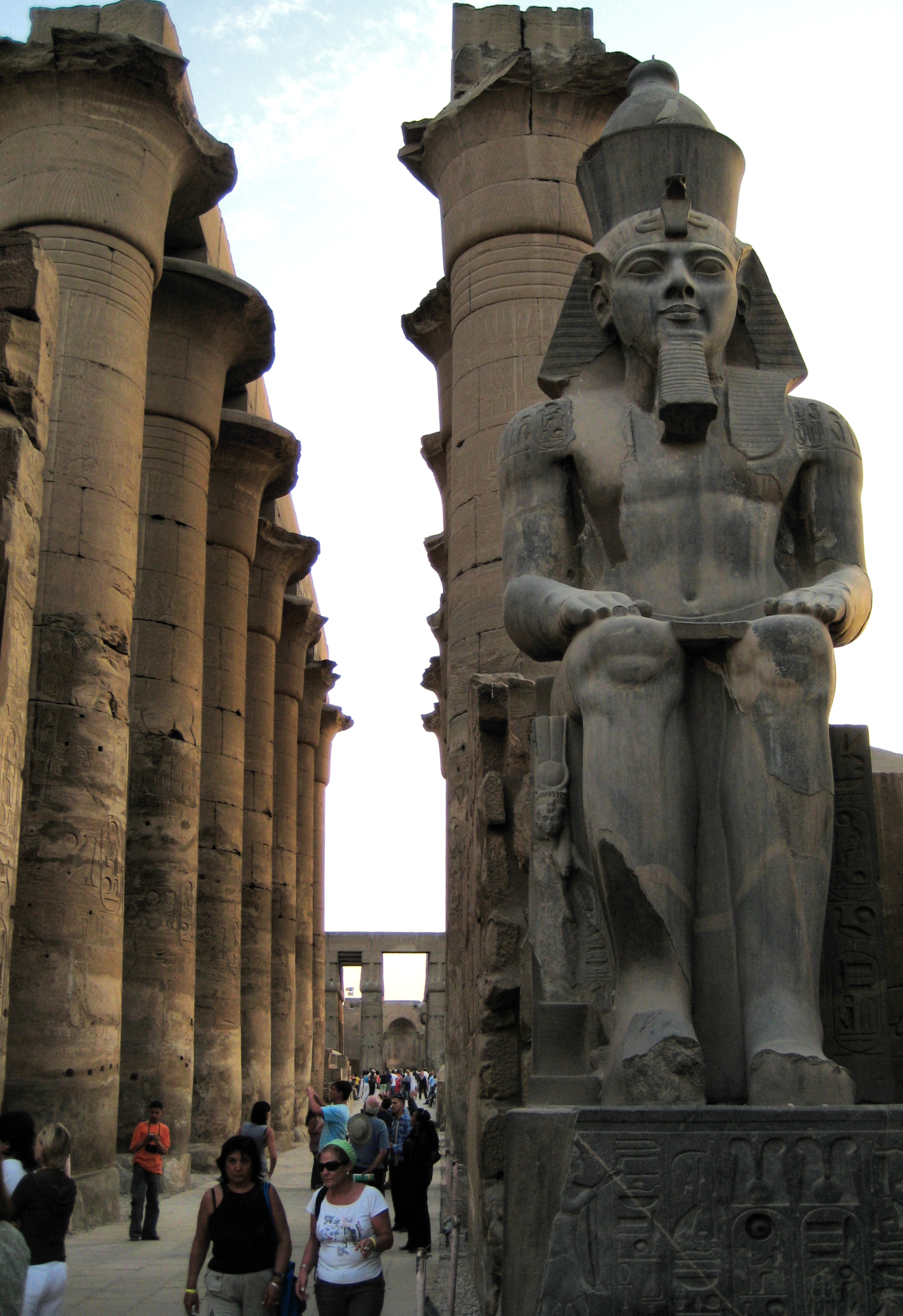
معبد الأقصر
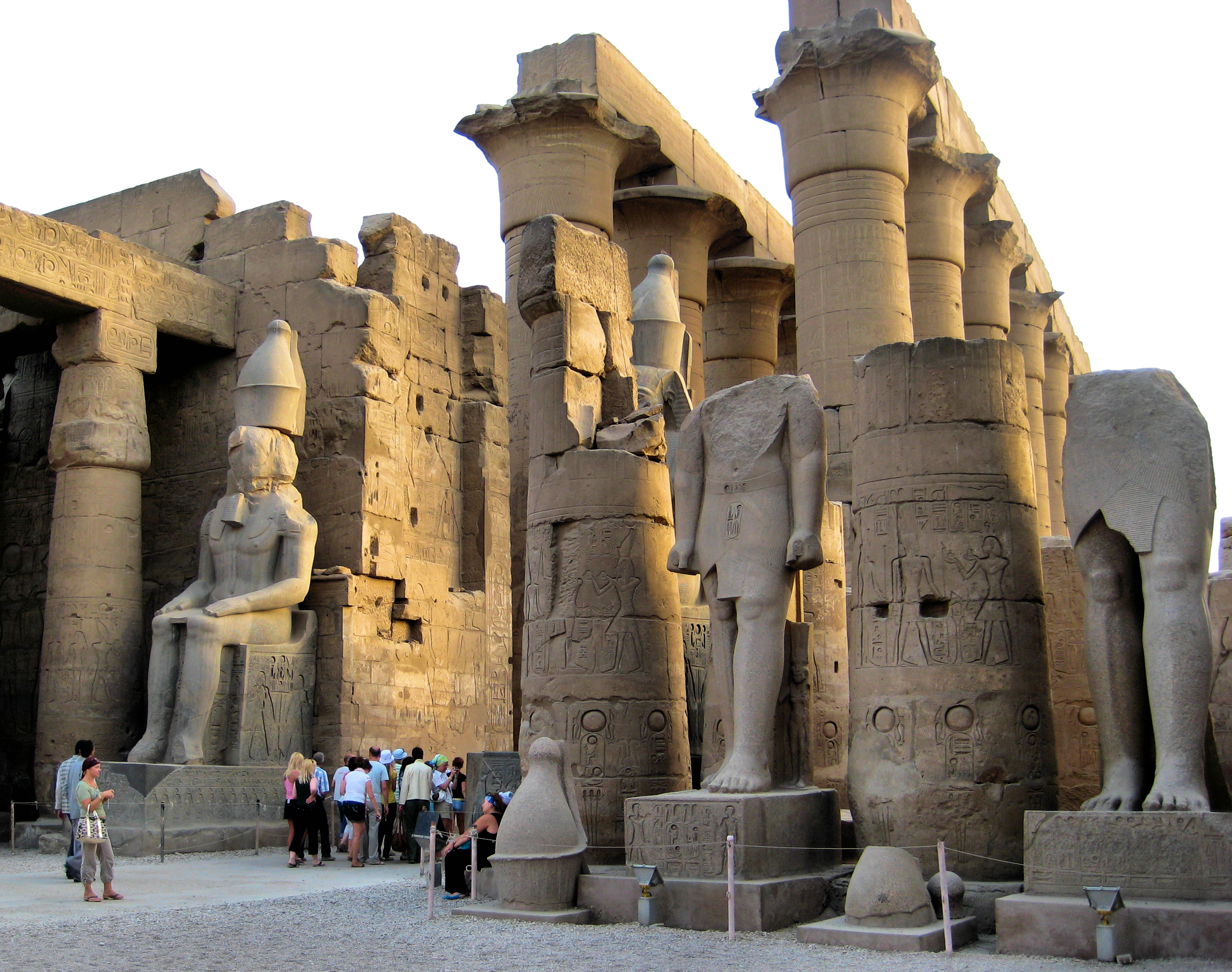
معبد الأقصر
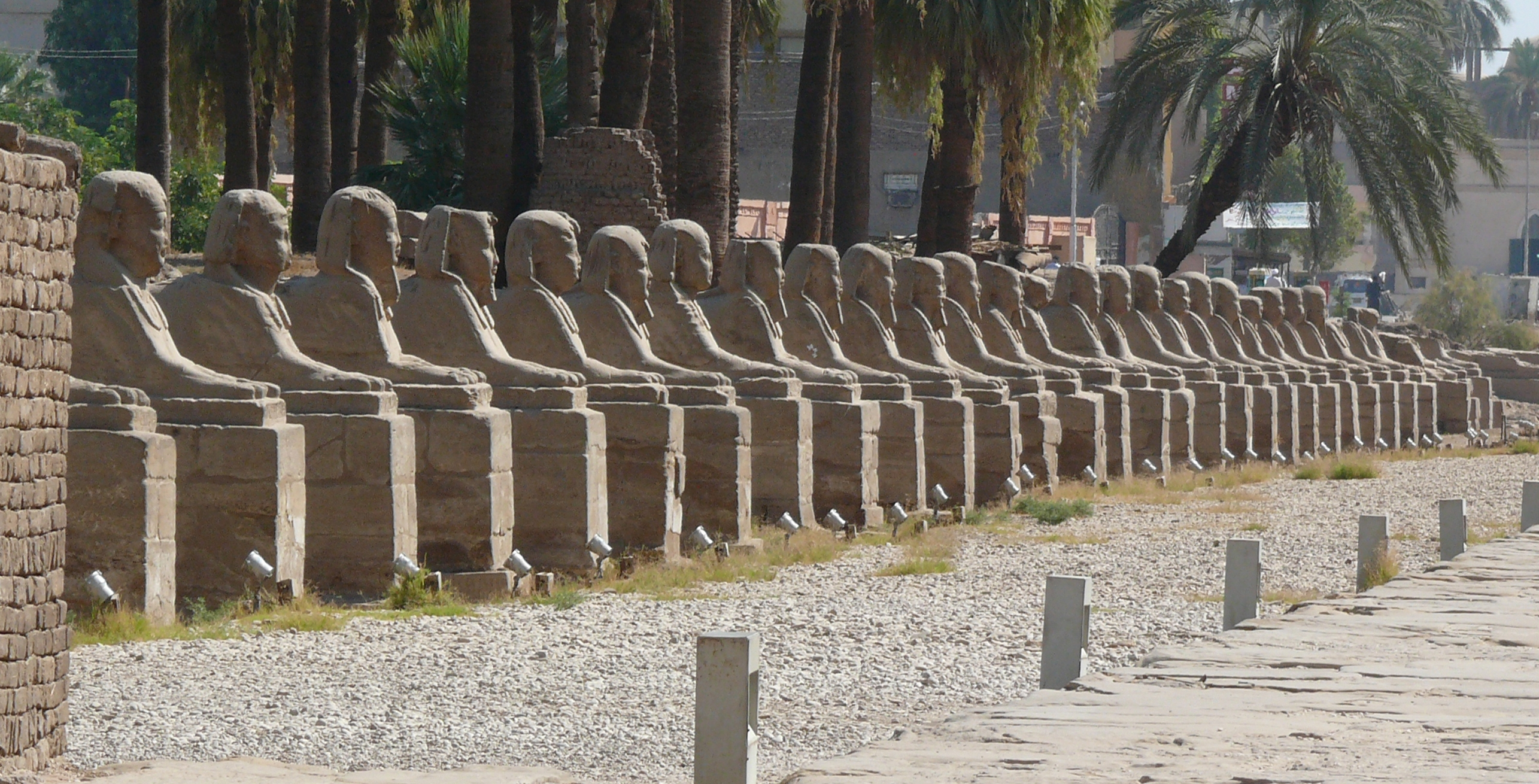
معبد الأقصر
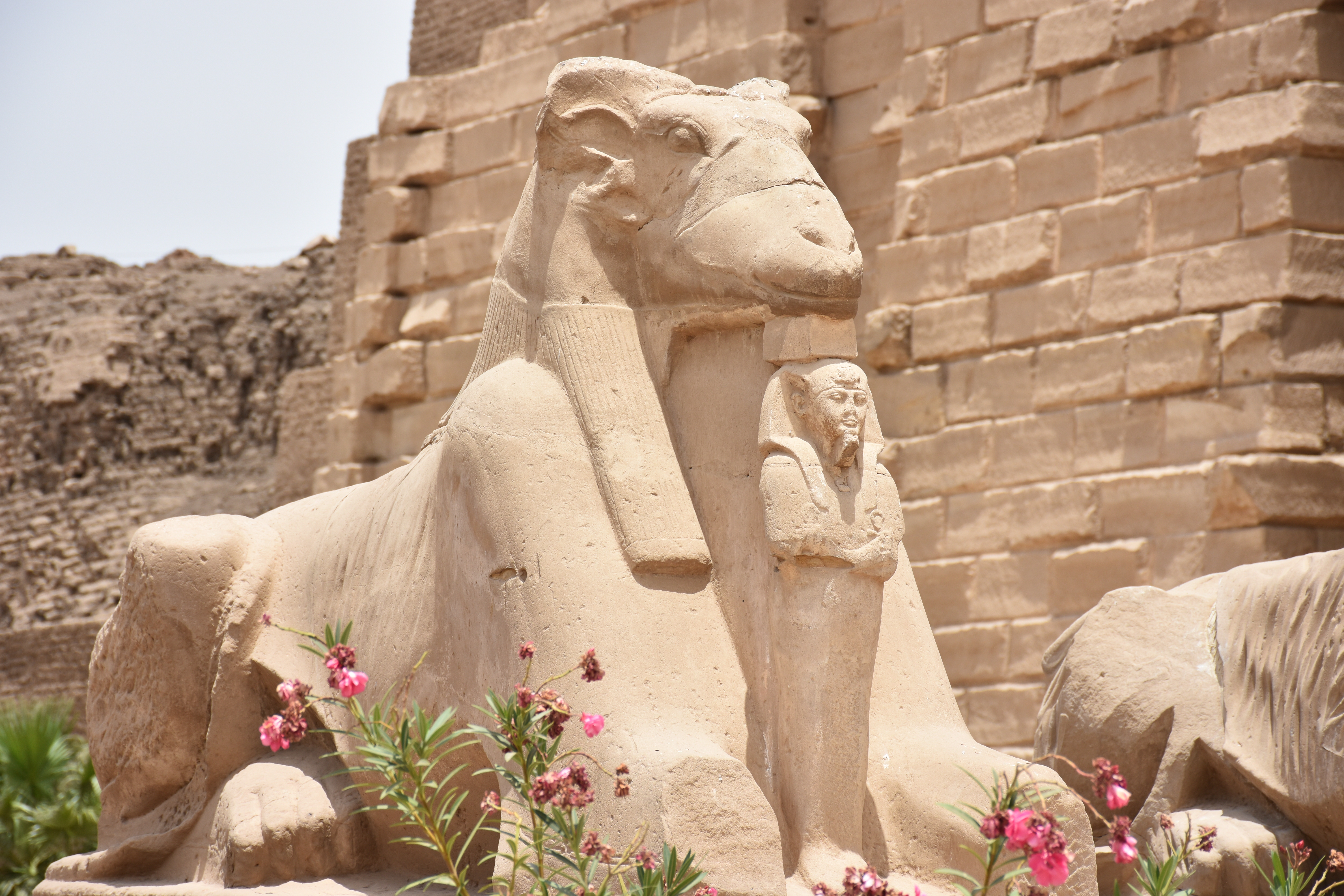
تمثال آمون بمعبد الكرنك
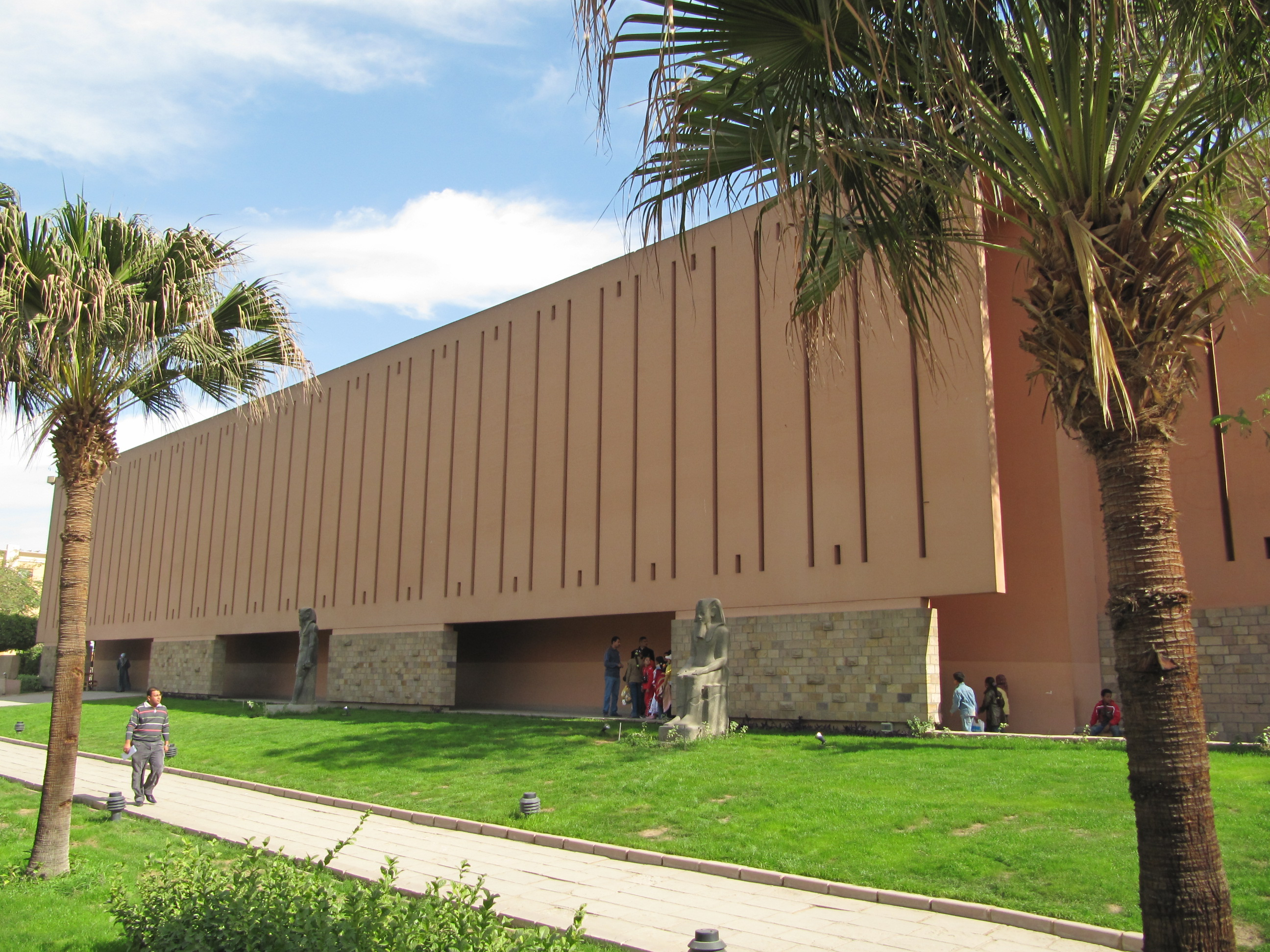
متحف الأقصر
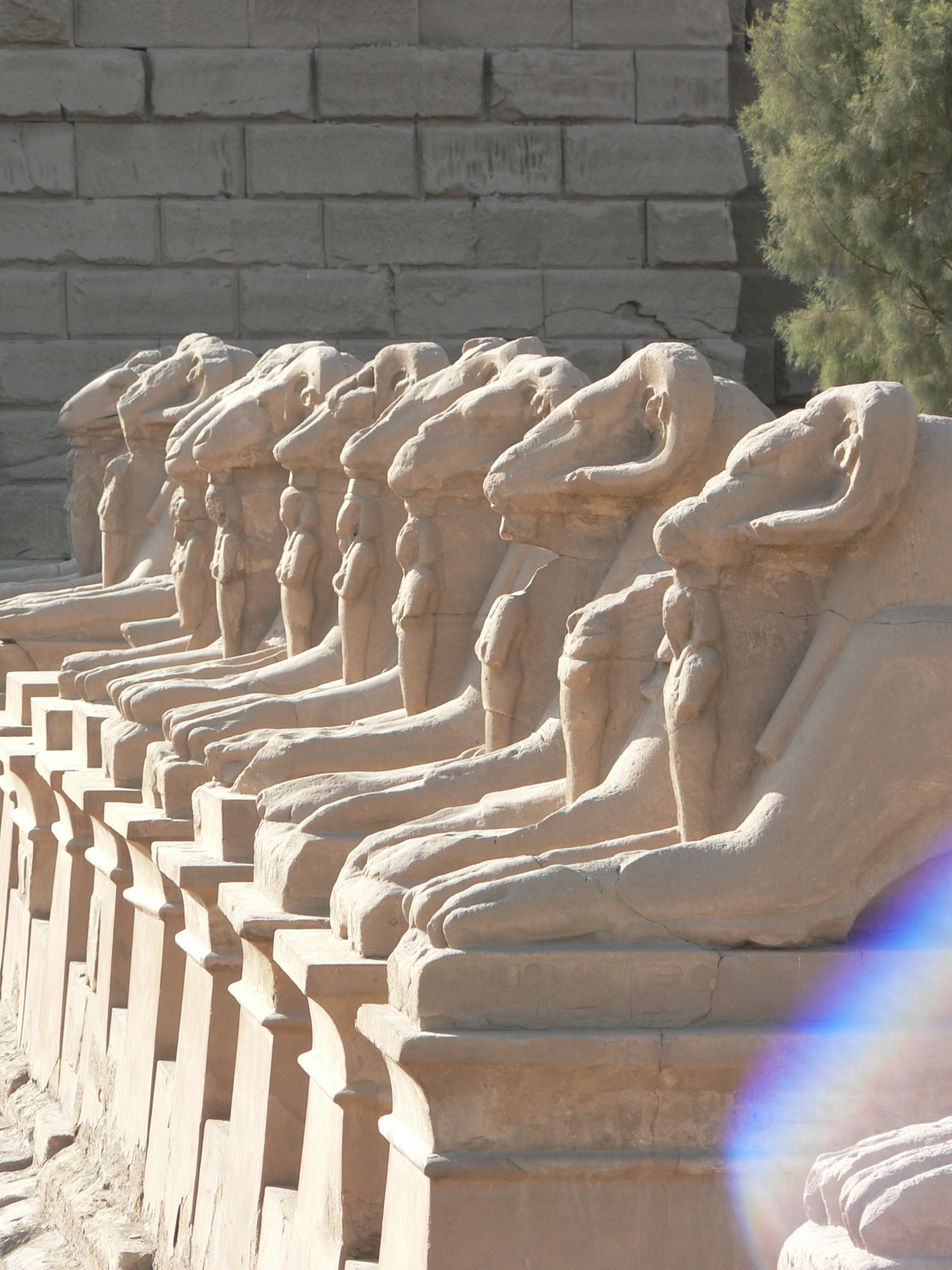
معبد الكرنك
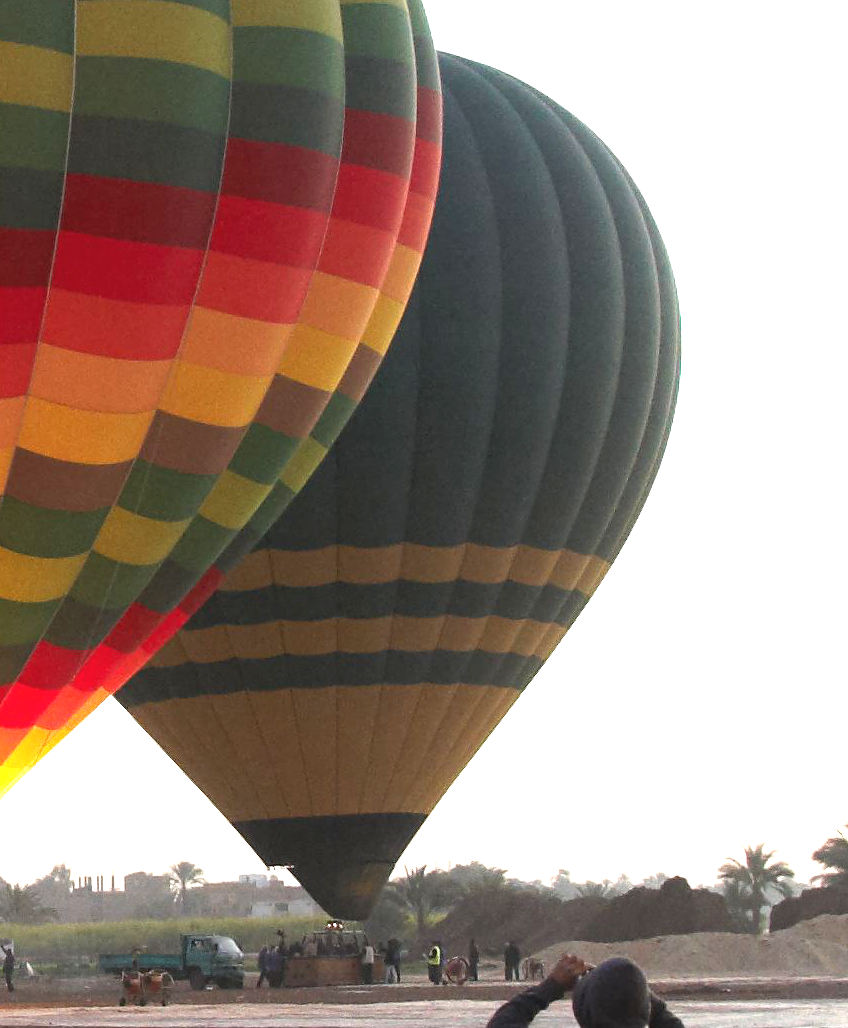
البالون
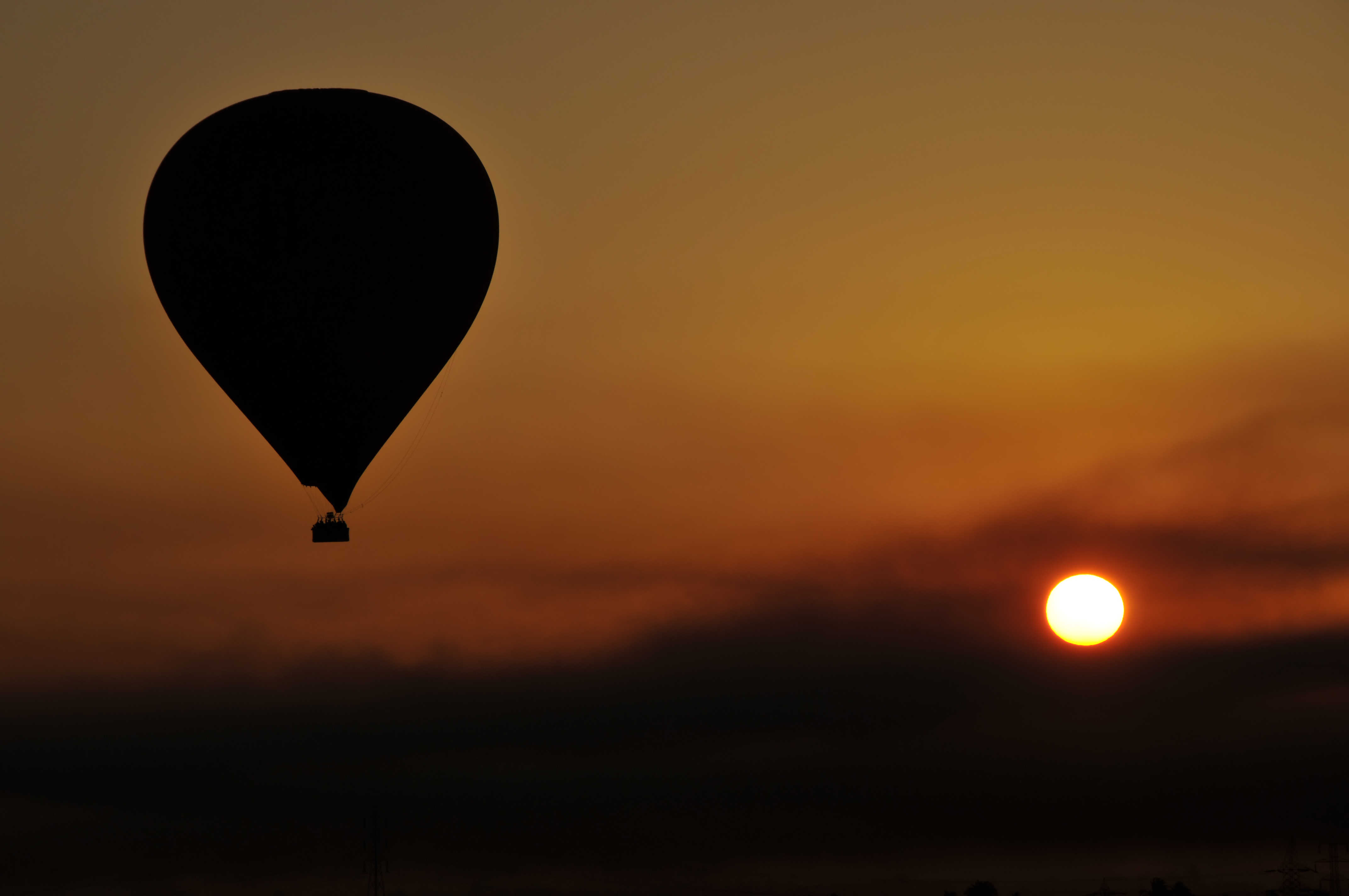
البالون
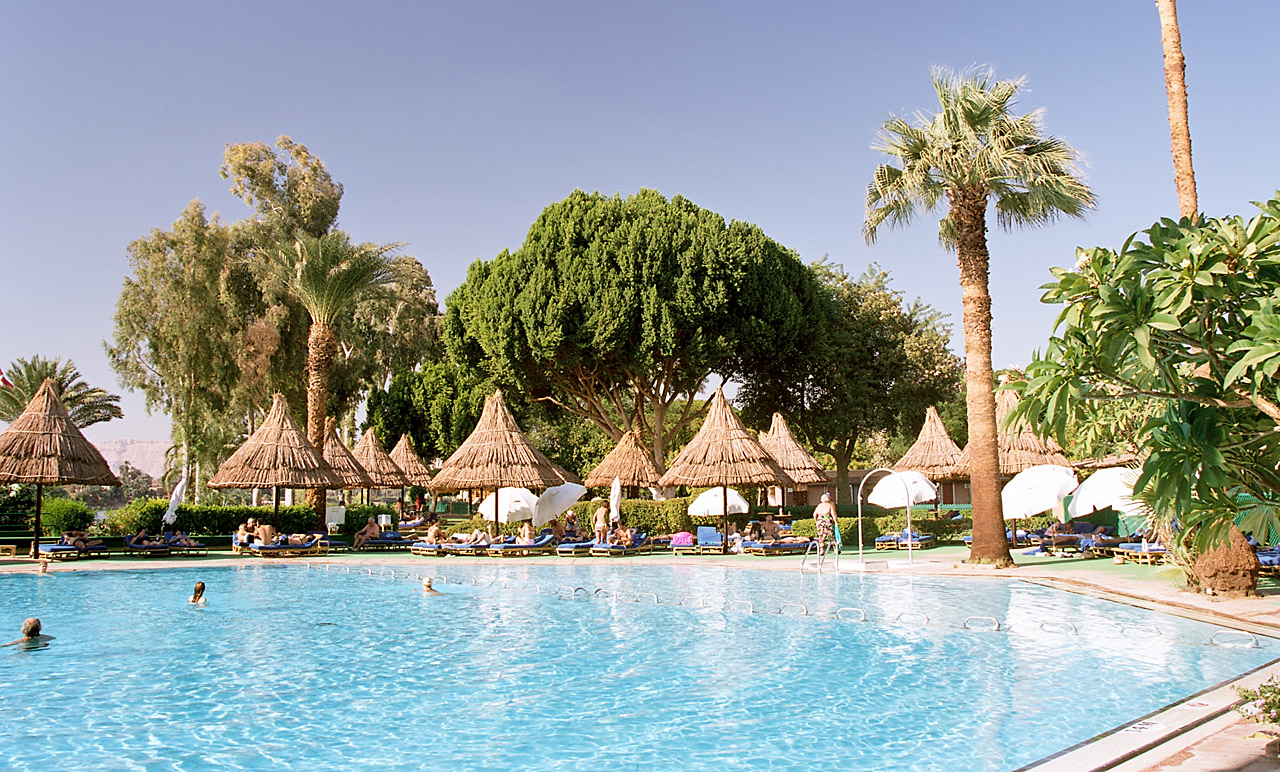
منتجع بجزيرة التمساح
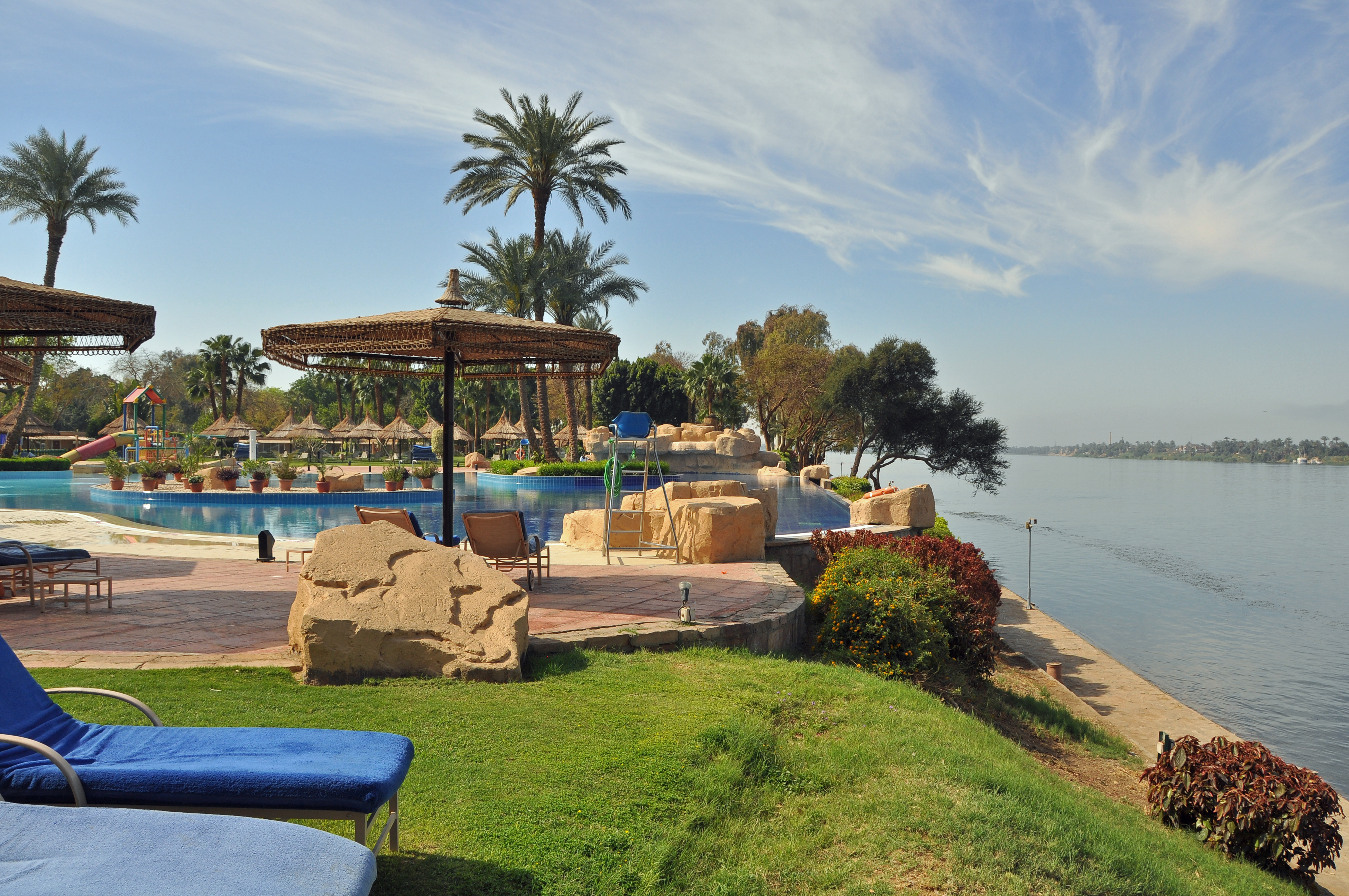
أحد الفنادق المطلة على ضفة النيل
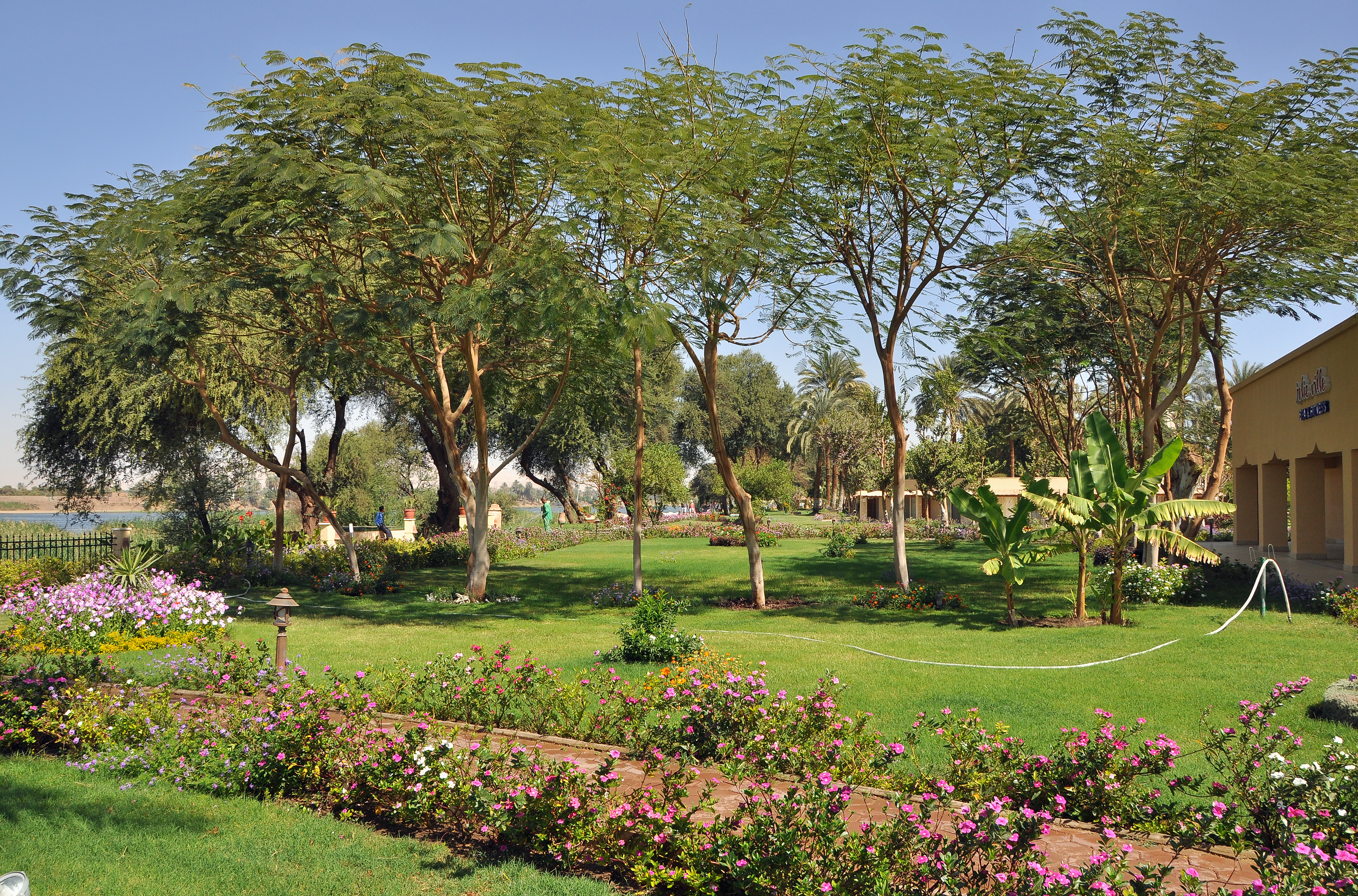
حديقة أحد الفنادق
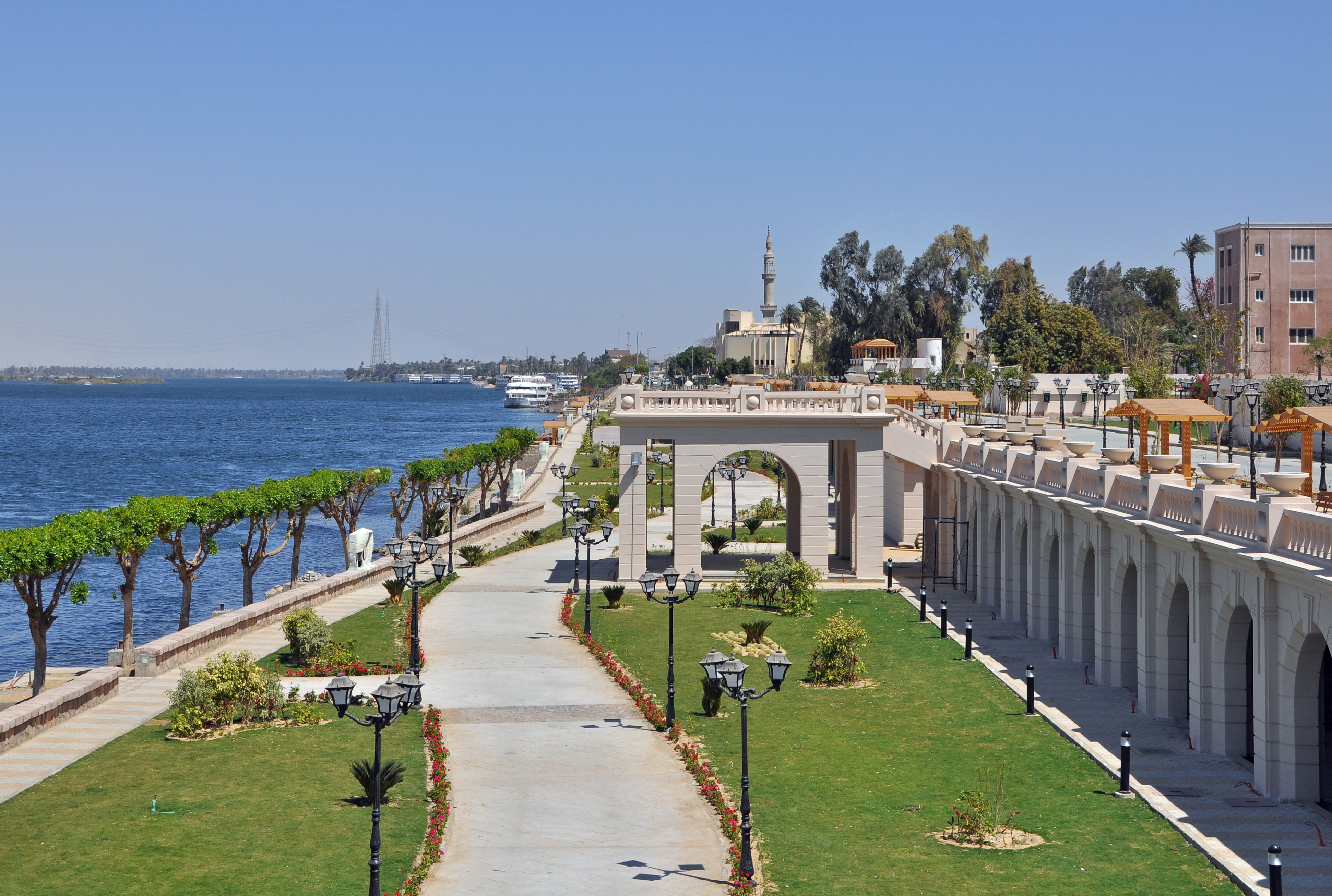
الكورنيش
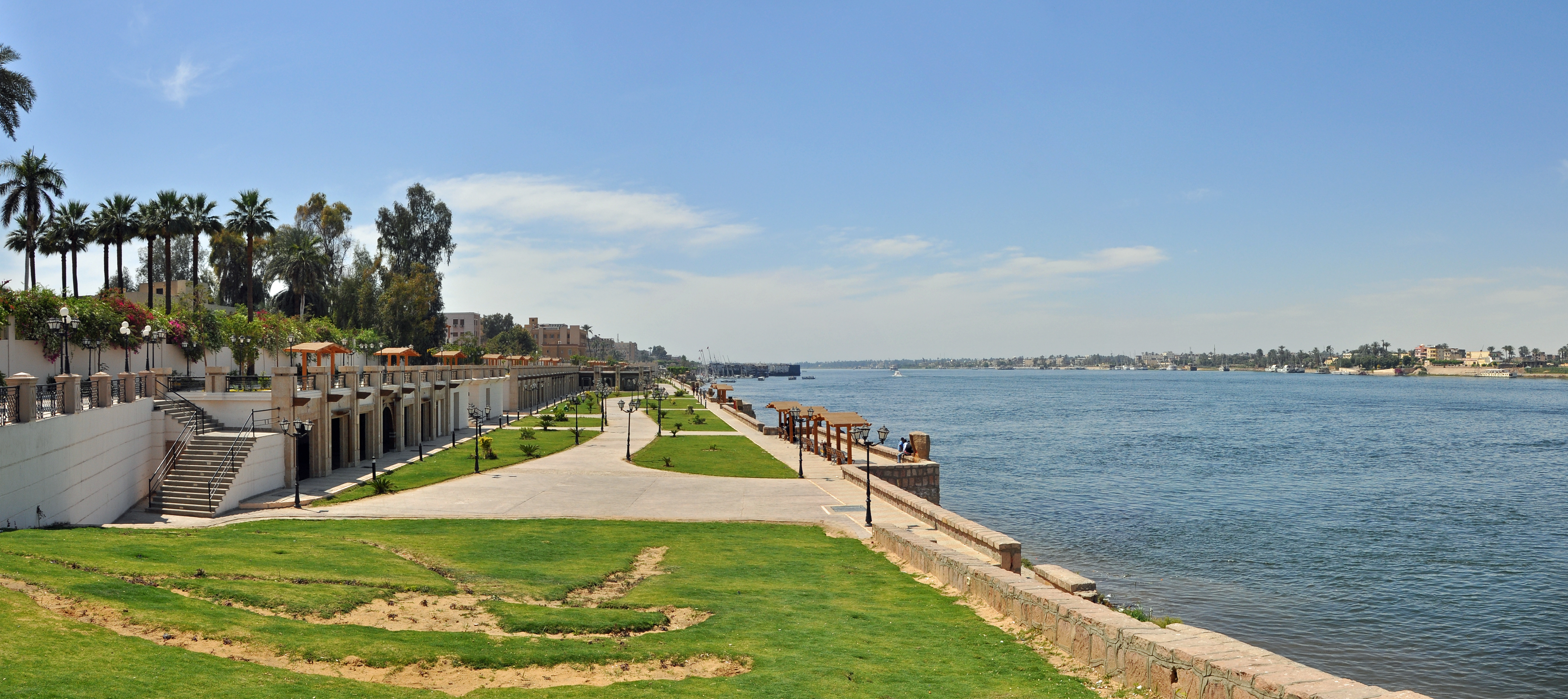
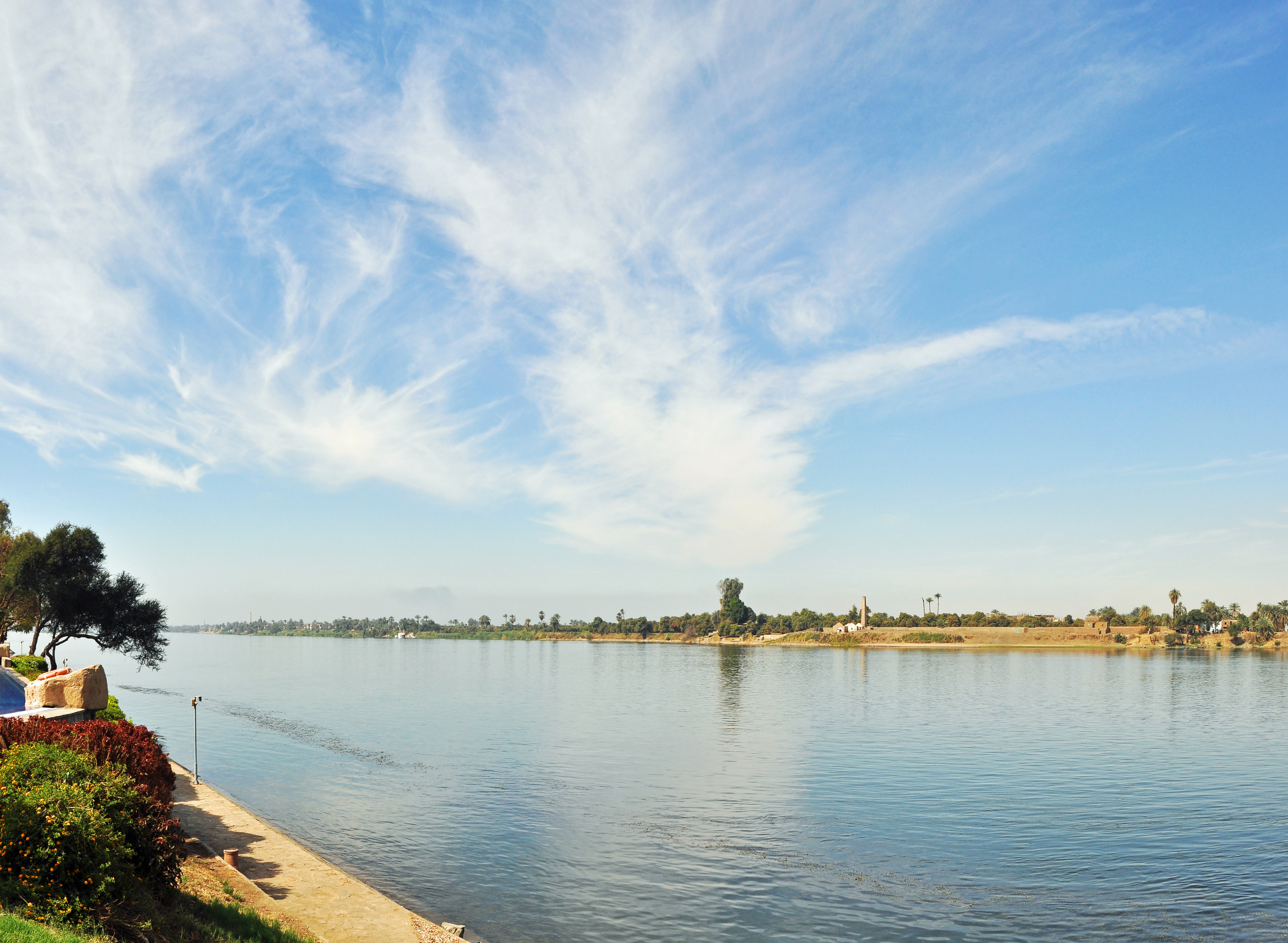
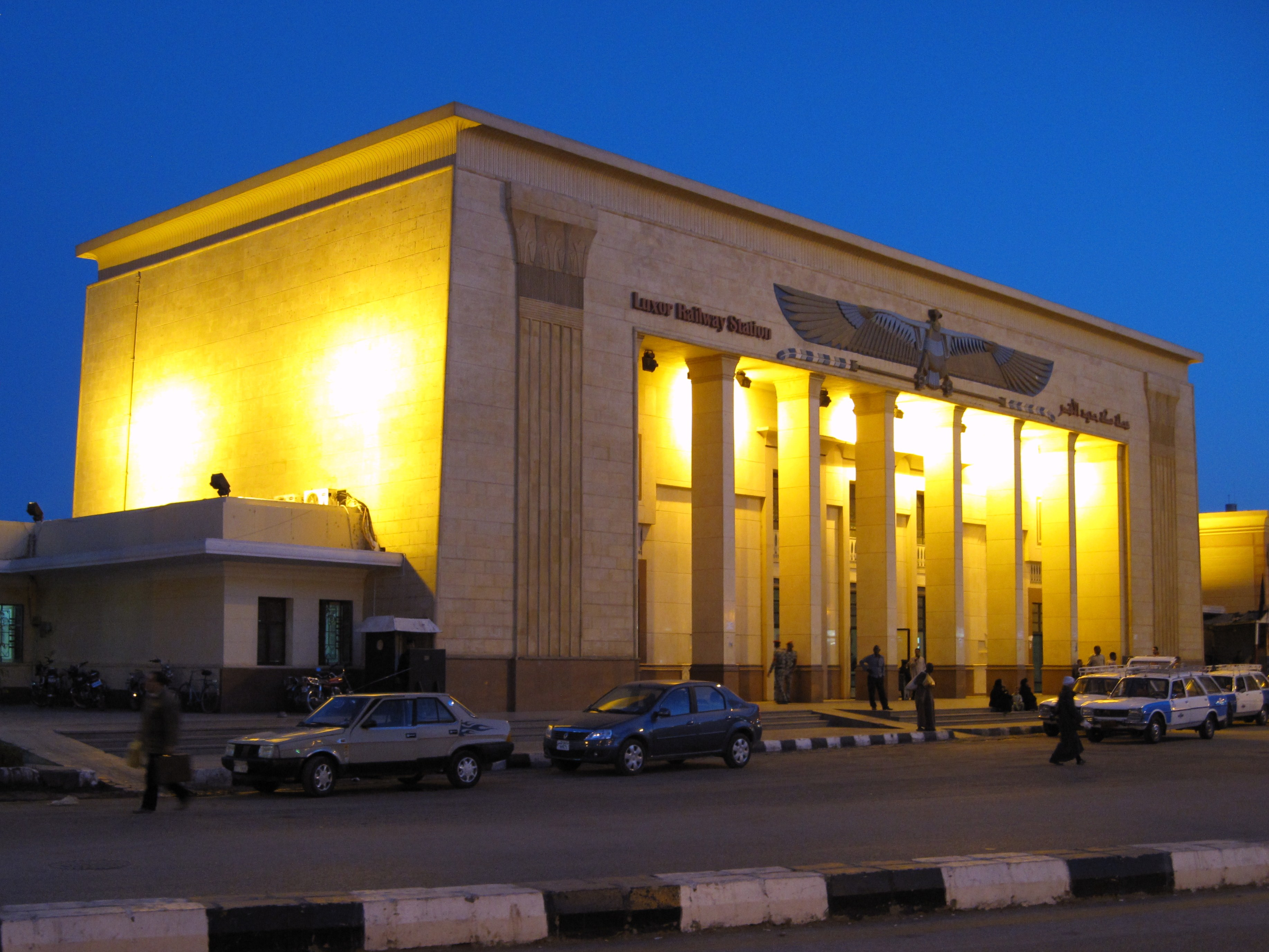
محطة قطار الأقصر
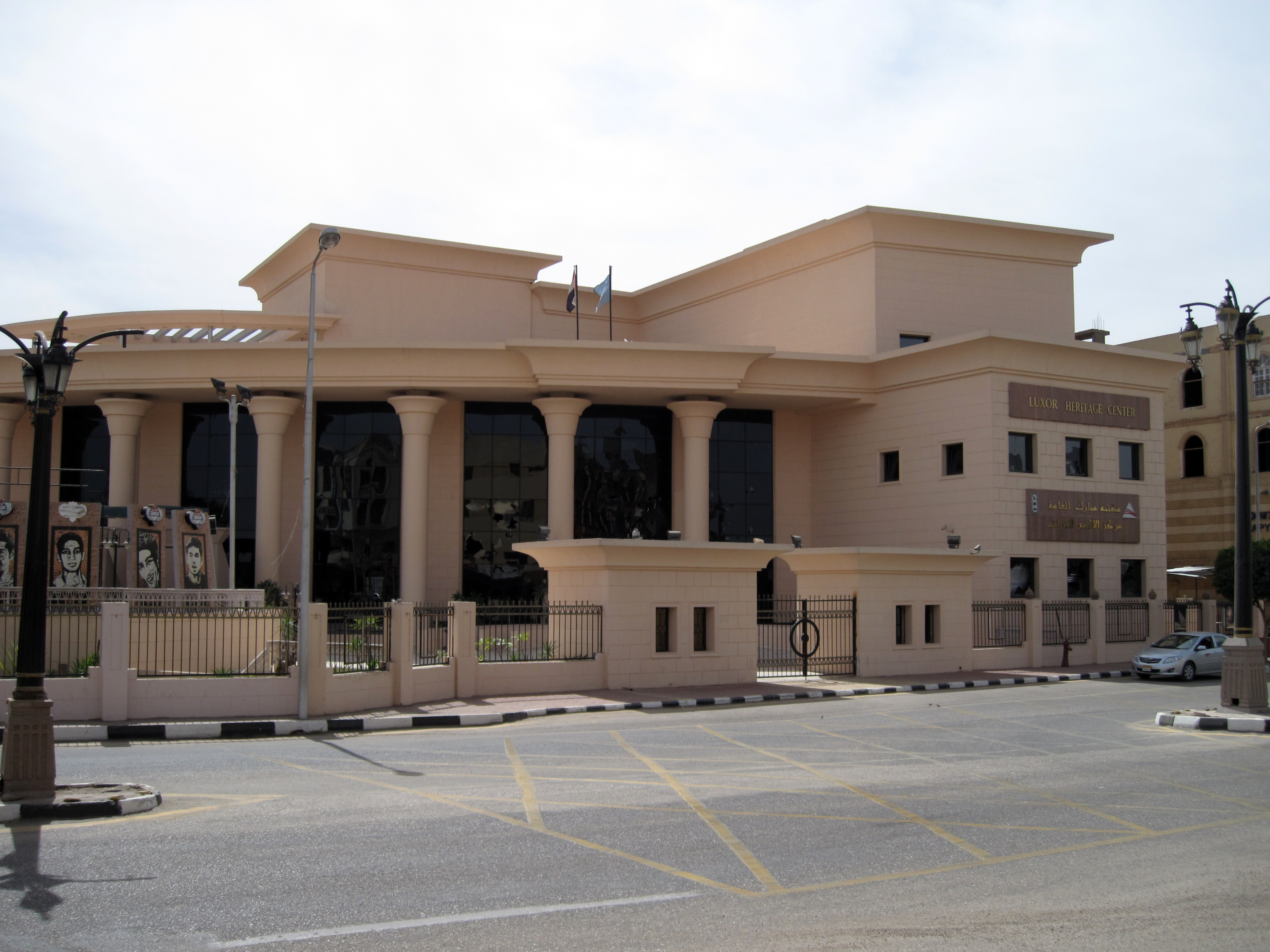
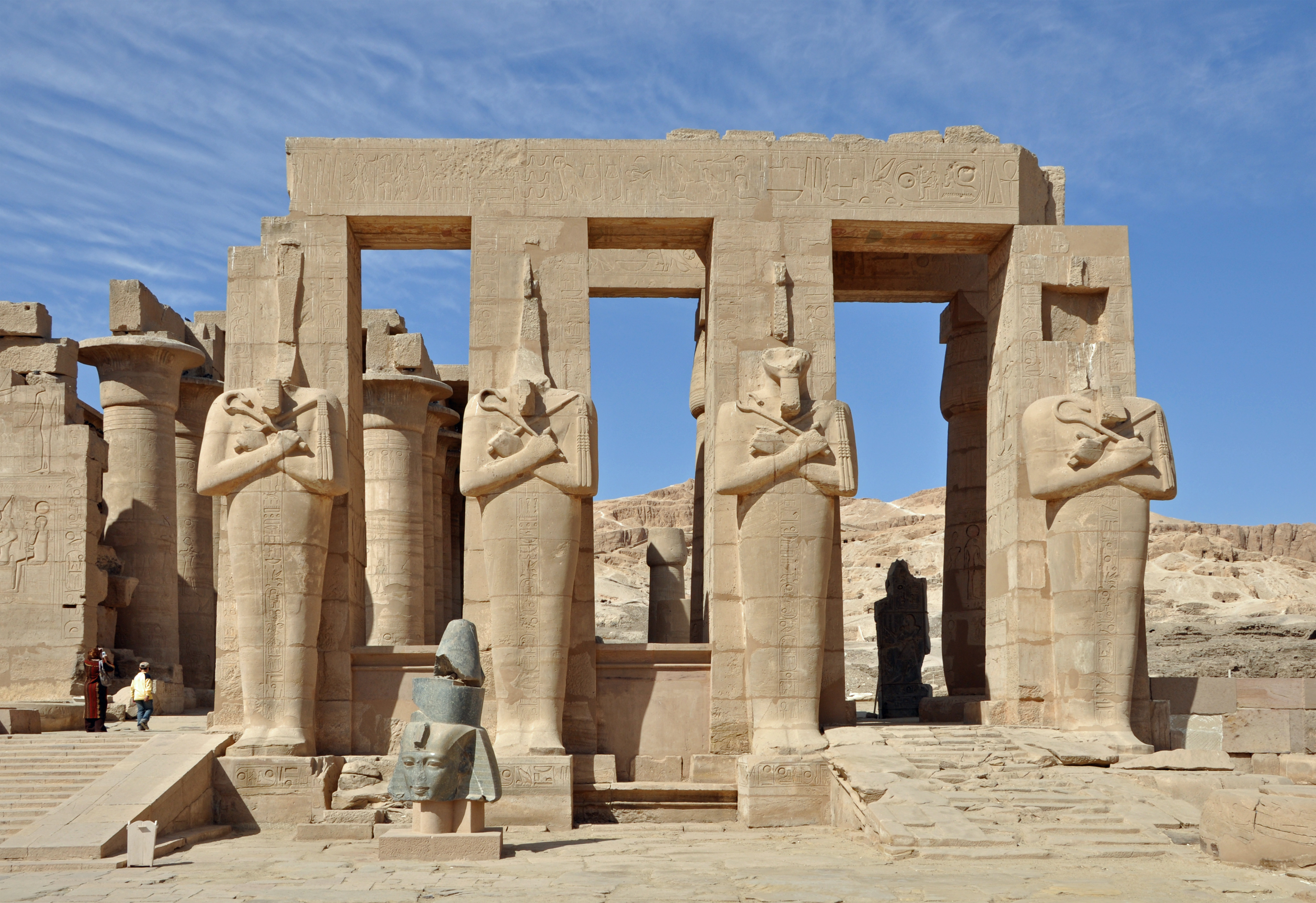
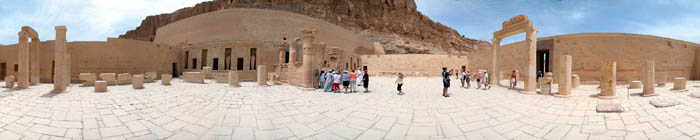